# Assier
Pour l’article ayant un titre homophone, voir Assier (homonymie).
Assier est une commune française, située dans l'est du département du Lot en région Occitanie. La commune se trouve à la limite du causse et du Limargue.
Elle est également dans le causse de Gramat, le plus vaste et le plus sauvage des quatre causses du Quercy.
Exposée à un climat océanique altéré, elle est drainée par  et par un autre cours d'eau. Incluse dans le parc naturel régional des Causses du Quercy, la commune possède un patrimoine naturel remarquable :  un espace protégé (« géoparc des causses du Quercy ») et deux zones naturelles d'intérêt écologique, faunistique et floristique.
Assier est une commune rurale qui compte 707 habitants en 2022. Elle fait partie de l'aire d'attraction de Figeac. Ses habitants sont appelés les Assiérois ou  Assiéroises.
Galiot de Genouillac, un de ses seigneurs, s'est illustré auprès des rois Charles VIII, Louis XII et François Ier. Son château et l'église du village témoignent de ce passé.

## Géographie

### Accès

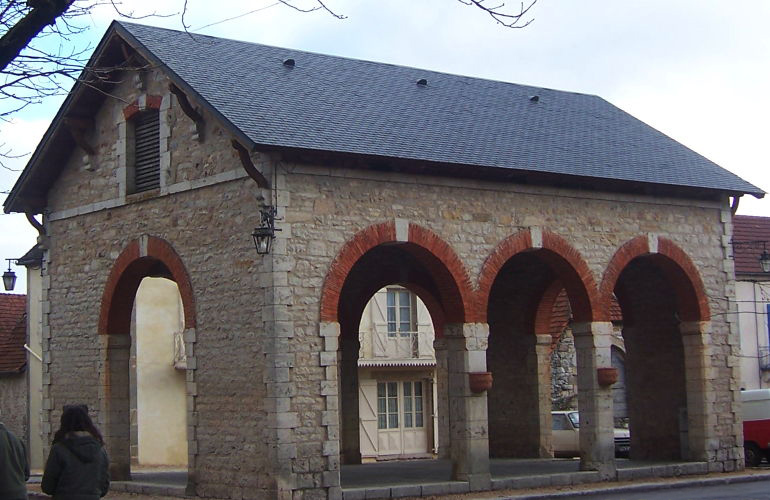
La halle d'Assier construite en 1884.

Le village d'Assier est situé au nord-est du département du Lot, à l'intersection des routes D 653 (axe Cahors - Sousceyrac) et de la D 11 (route de Saint-Simon à Reyrevignes).
Sur la D 653 : Assier se trouve à cinq kilomètres au nord-est de Livernon et à trois kilomètres et demi au sud-ouest de la D 840 reliant Brive à Rodez. Sur la D 11, Assier se trouve à trois kilomètres et demi au nord ouest de Reyrevignes et à trois kilomètres au sud-est de Saint-Simon.
Toutes les routes convergent vers un grand carrefour. Au centre de celui-ci se trouvent l'église Saint-Pierre, ainsi que de grandes places utilisées pour les foires et marchés. Les habitations se répartissent le long des sept voies. Le château est situé à deux cents mètres plus à l'est, au-dessus des pertes du ruisseau.
La voie ferrée de la ligne de Brive-la-Gaillarde à Toulouse-Matabiau via Capdenac passe au sud-ouest, à trois cents mètres de l'église. La gare d'Assier marque un arrêt entre les stations voisines de Gramat au nord-ouest et Figeac au sud-est.

### Communes limitrophes
Les communes limitrophes sont  Issepts, Le Bourg, Livernon, Reyrevignes et Sonac.
| Sonac    |        | Le Bourg    |
|          | Assier | Issepts     |
| Livernon |        | Reyrevignes |

### Relief
Au nord-est, se trouvent les parties les plus élevées de la commune (environ 400 mètres d'altitude). Les paysages du Limargue offrent des pâturages à bovins. Un petit ruisseau coule, avec une faible pente, parallèlement à la D 653, dans une large vallée inondée par fortes pluies. Après deux étangs et un ancien moulin, ses eaux se perdent près du centre du village (altitude 350 mètres) au contact du causse de Gramat.
Au sud, les terrains caillouteux forment un plateau calcaire, faiblement ondulé (320 - 330 mètres d'altitude), percé par quelques dolines d'une dizaine de mètres de profondeur. Ce causse est couvert d'herbes rases (pelouses sèches) et nourrit les troupeaux de moutons à lunettes. Plus loin, des forêts de chênes pubescents et tordus servent aussi de bois de chauffage.

### Géologie
Assier a été implantée au bout d'une avancée de terrains du Lias appelés Limargue, à la limite des calcaires du Causse.
Au sud-est, le Causse de Gramat est formé de calcaires karstifiés du Jurassique moyen et supérieur.
Les terrains plus anciens du Lias font apparaître en remontant le ruisseau d'Assier vers le nord-ouest :
- au niveau des étangs des marnes noires et « Schistes-carton » du Toarcien (imperméables) ;
- puis des calcaires gréseux du Domérien supérieur (perméables) dans lesquels se trouvent les émergences de Routabous et de la Tour de Maroc au nord du lieu-dit Vialans ;
- à partir du lieu-dit le Parc (commune du Bourg), une fine bande, large de moins de 50 mètres, de marnes, argilites (mélange d'argile et de quartz) et calcaires du Lias moyen et supérieur (semi-perméables).

Le fond de vallée est constitué d'alluvions modernes apportés par le ruisseau.

### Hydrogéologie
Le territoire de la commune d'Assier se trouve en bordure du causse de Gramat. Les eaux venant du Limargue au nord-est rencontrent des terrains marneux imperméables du Lias qui descendent sous les calcaires perméables du Jurassique moyen et supérieur. La limite de bassin versant se trouvant plus au nord d'Assier, l'eau est orientée au sud, vers le Célé, c'est le système dit "Gramat-Sud" qui draine 330 kilomètres carrés.
Au nord-ouest, au nord du lieu-dit Vialans, on trouve les émergences de Routabous et de la Tour de Maroc, dans les calcaires gréseux du Domérien supérieur.

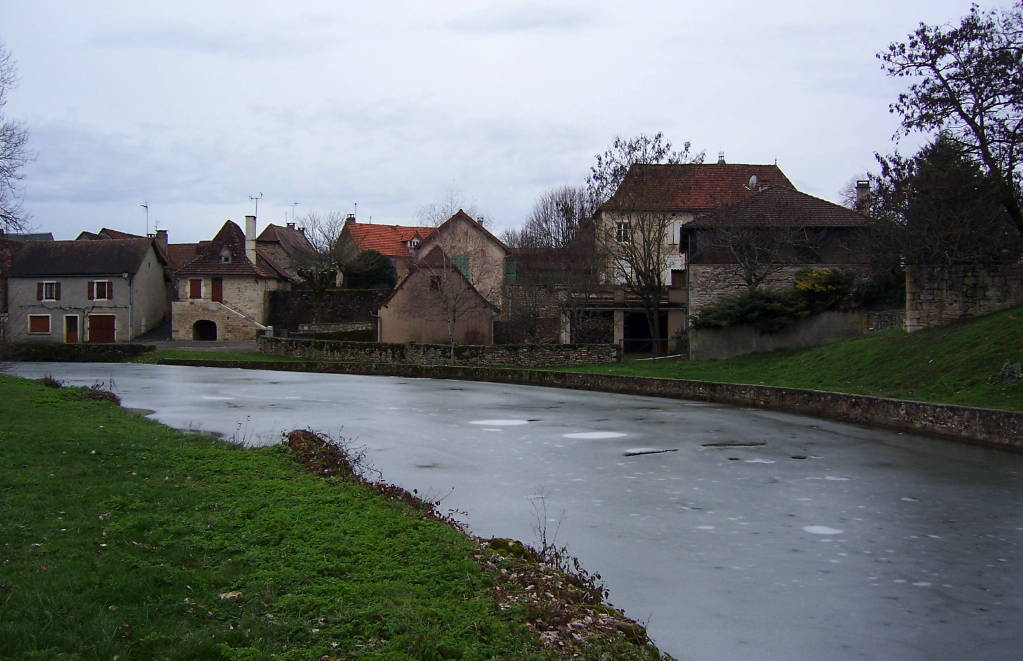
La digue et sa retenue à côté du château d'Assier.

Les petits ruisseaux ou biales s'enfoncent dans les calcaires au niveau de pertes. Du nord-ouest au sud-est, on trouve,, :
- Le ruisseau de l'Homme qui prend sa source près de la chapelle Saint-Médard (commune d'Issepts). Il se dirige vers les deux pertes d'Assier : la perte principale pérenne se trouve au pied est du mur de clôture du château, dans les ruines d'un ancien moulin qui fonctionnait encore au début du XXe siècle, à 75 mètres au dud de la mare formée par le ruisseau d'Assier à son entrée dans le bourg. La deuxième perte se trouve à 20 mètres à l'est de la mare. Ces eaux proviennent du ruisseau qui passe près des étangs situés le long de la route D 653 vers Lacapelle-Marival. les résurgences se situent à Saint-Sulpice dans la vallée du Célé, à 13,5 kilomètres, temps de passage du colorant : 12 jours[8].
- La perte de l'Abois : cette perte temporaire est constituée d'un porche de trois mètres de haut situé dans une petite vallée que franchit la D 11 qui va d'Assier à Reyrevignes.
- La perte du Cayré et la grotte du Pech d'Amont : ces cavités constituent la tête du système hydrogéologique qui draine les eaux en direction de la résurgence de la Diège d'Espagnac-Sainte-Eulalie, située à neuf kilomètres. Le temps de passage est de 40 heures[9].

Autrefois, d'autres cavités situées à une altitude plus élevées auraient constitué d'anciennes pertes ou auraient été reliées aux systèmes hydrologiques existants : la grotte du Cirque, la grotte de Fennet.

### Spéléologie

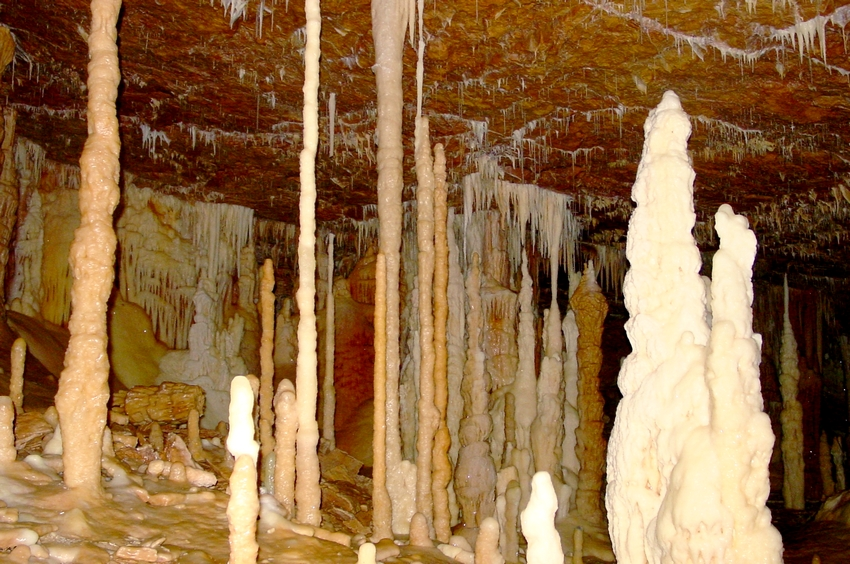
La grotte du Cirque.

En plus des pertes au contact causse - limargue, de nombreuses grottes et igues s'ouvrent sur les terrains calcaires, les plus connues sont :
- la grotte du Cirque, cette cavité est ornée de magnifiques concrétions. C'est un site classé depuis le 29 avril 1997 et les modalités de surveillance et de visite sont définies depuis le 27 janvier 2009[11] ;
- la grotte du Fennet, cette cavité était mentionnée en 1894 par Édouard-Alfred Martel[12]. Elle s'ouvre à flanc de doline par un passage bas et un couloir conduisant au bout de 60 mètres à un puits de 15 mètres et une grande salle de 45 mètres de longueur, 20 de largeur et 30 de hauteur. Un passage étroit et un puits mènent au point bas à environ -45 mètres.

### Climat
Pour des articles plus généraux, voir Climat de l'Occitanie et Climat du Lot.
En 2010, le climat de la commune est de type climat océanique altéré, selon une étude s'appuyant sur une série de données couvrant la période 1971-2000. En 2020, Météo-France publie une typologie des climats de la France métropolitaine dans laquelle la commune est dans une zone de transition entre le climat océanique altéré et le climat de montagne et est dans la région climatique Ouest et nord-ouest du Massif Central, caractérisée par une pluviométrie annuelle de 900 à 1 500 mm, maximale en automne et en hiver.
Pour la période 1971-2000, la température annuelle moyenne est de 11,8 °C, avec une amplitude thermique annuelle de 15,9 °C. Le cumul annuel moyen de précipitations est de 1 083 mm, avec 11,7 jours de précipitations en janvier et 7 jours en juillet. Pour la période 1991-2020, la température moyenne annuelle observée sur la station météorologique la plus proche, située sur la commune de Faycelles à 15 km à vol d'oiseau, est de 13,1 °C et le cumul annuel moyen de précipitations est de 806,2 mm,. Pour l'avenir, les paramètres climatiques de la commune estimés pour 2050 selon différents scénarios d’émission de gaz à effet de serre sont consultables sur un site dédié publié par Météo-France en novembre 2022.

## Urbanisme

### Typologie
Au 1er janvier 2024, Assier est catégorisée commune rurale à habitat dispersé, selon la nouvelle grille communale de densité à sept niveaux définie par l'Insee en 2022.
Elle est située hors unité urbaine. Par ailleurs la commune fait partie de l'aire d'attraction de Figeac, dont elle est une commune de la couronne,. Cette aire, qui regroupe 59 communes, est catégorisée dans les aires de moins de 50 000 habitants,.

### Occupation des sols
L'occupation des sols de la commune, telle qu'elle ressort de la base de données européenne d’occupation biophysique des sols Corine Land Cover (CLC), est marquée par l'importance des forêts et milieux semi-naturels (50,1 % en 2018), en diminution par rapport à 1990 (51,3 %). La répartition détaillée en 2018 est la suivante : 
prairies (44 %), milieux à végétation arbustive et/ou herbacée (28,8 %), forêts (21,3 %), zones urbanisées (5,8 %), zones agricoles hétérogènes (0,1 %). L'évolution de l’occupation des sols de la commune et de ses infrastructures peut être observée sur les différentes représentations cartographiques du territoire : la carte de Cassini (XVIIIe siècle), la carte d'état-major (1820-1866) et les cartes ou photos aériennes de l'IGN pour la période actuelle (1950 à aujourd'hui).

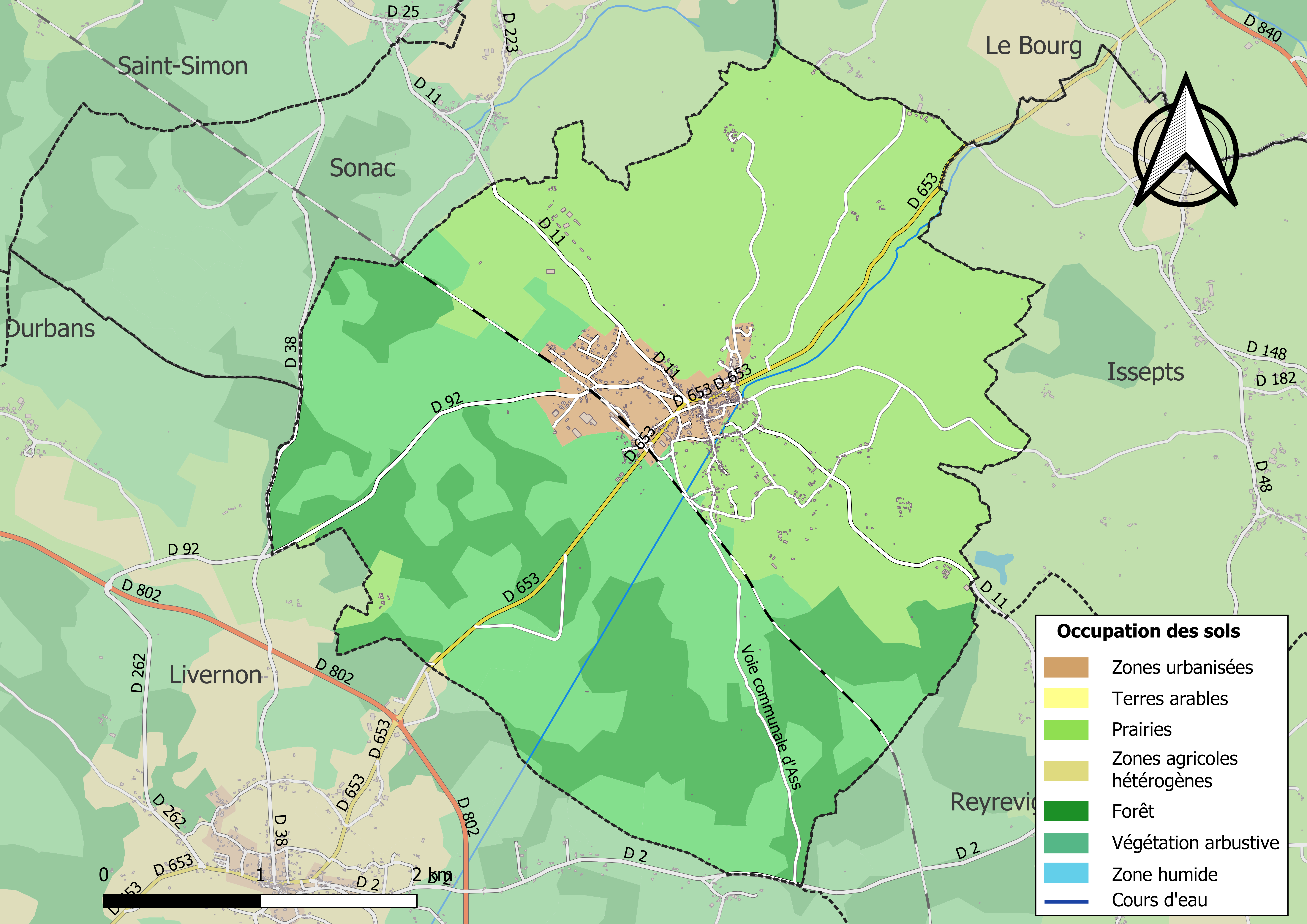
Carte des infrastructures et de l'occupation des sols de la commune en 2018 (CLC).

### Risques majeurs
Le territoire de la commune d'Assier est vulnérable à différents aléas naturels : météorologiques (tempête, orage, neige, grand froid, canicule ou sécheresse), inondations, feux de forêts, mouvements de terrains et séisme (sismicité très faible). Il est également exposé à un risque technologique, le transport de matières dangereuses. Un site publié par le BRGM permet d'évaluer simplement et rapidement les risques d'un bien localisé soit par son adresse soit par le numéro de sa parcelle.

#### Risques naturels
Certaines parties du territoire communal sont susceptibles d’être affectées par le risque d’inondation par débordement de cours d'eau, notamment La cartographie des zones inondables en ex-Midi-Pyrénées réalisée dans le cadre du XIe Contrat de plan État-région, visant à informer les citoyens et les décideurs sur le risque d’inondation, est accessible sur le site de la DREAL Occitanie. La commune a été reconnue en état de catastrophe naturelle au titre des dommages causés par les inondations et coulées de boue survenues en 1982, 1994, 1999 et 2021,.
Assier est exposée au risque de feu de forêt. Un plan départemental de protection des forêts contre les incendies a été approuvé par arrêté préfectoral le 30 novembre 2015 pour la période 2015-2025. Les propriétaires doivent ainsi couper les broussailles, les arbustes et les branches basses sur une profondeur de 50 mètres, aux abords des constructions, chantiers, travaux et installations de toute nature, situées à moins de 200 mètres de terrains en nature
de bois, forêts, plantations, reboisements, landes ou friches. Le brûlage des déchets issus de l’entretien des parcs et jardins des ménages et des collectivités est interdit. L’écobuage est également interdit, ainsi que les feux de type méchouis et barbecues, à l’exception de ceux prévus dans des installations fixes (non situées sous couvert d'arbres) constituant une dépendance d'habitation.

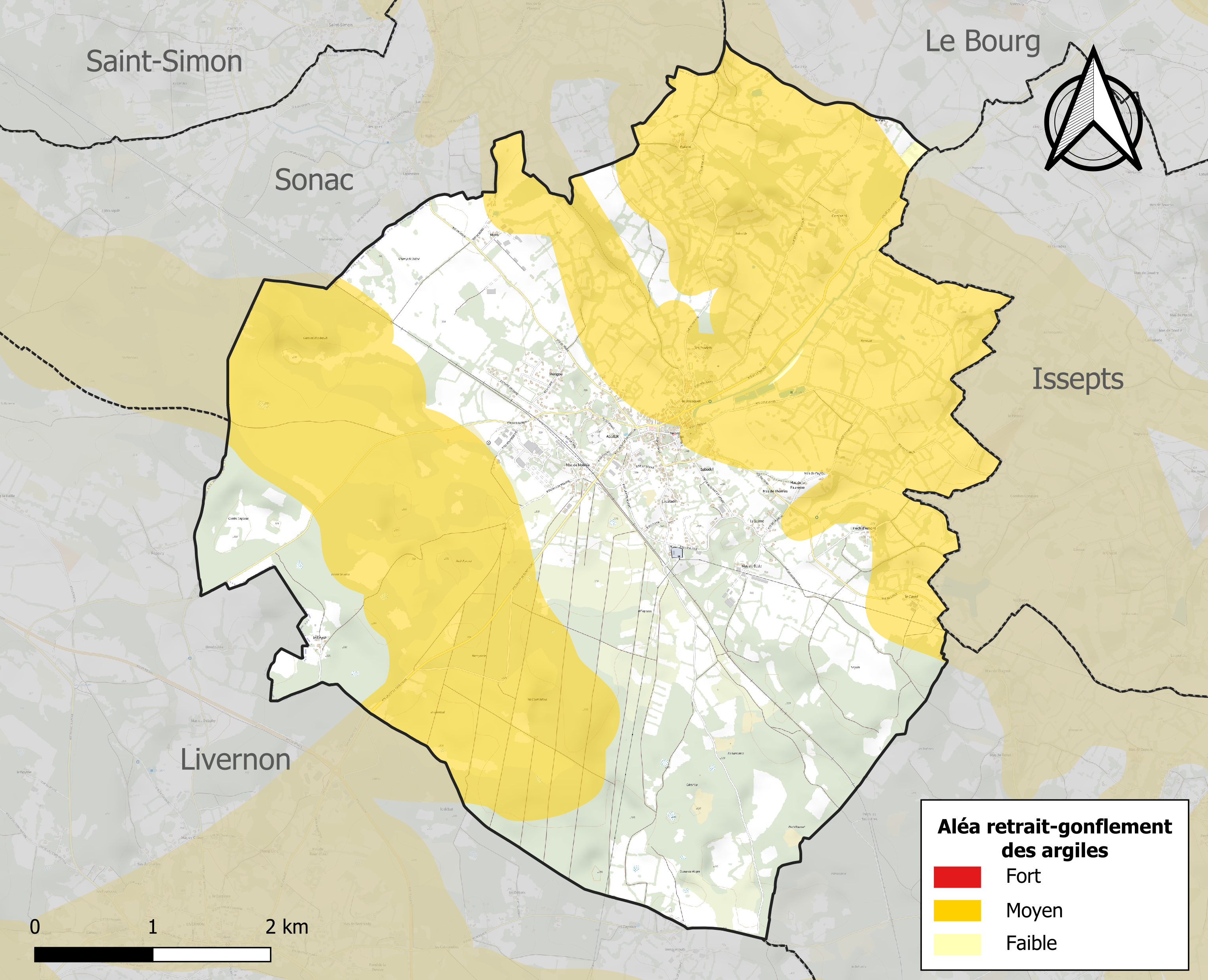
Carte des zones d'aléa retrait-gonflement des sols argileux d'Assier.

Les mouvements de terrains susceptibles de se produire sur la commune sont des affaissements et effondrements liés aux cavités souterraines (hors mines) et des glissements de terrain. Par ailleurs, afin de mieux appréhender le risque d’affaissement de terrain, l'inventaire national des cavités souterraines permet de localiser celles situées sur la commune.
Le retrait-gonflement des sols argileux est susceptible d'engendrer des dommages importants aux bâtiments en cas d’alternance de périodes de sécheresse et de pluie. 54,7 % de la superficie communale est en aléa moyen ou fort (67,7 % au niveau départemental et 48,5 % au niveau national). Sur les 391 bâtiments dénombrés sur la commune en 2019, 117 sont en aléa moyen ou fort, soit 30 %, à comparer aux 72 % au niveau départemental et 54 % au niveau national. Une cartographie de l'exposition du territoire national au retrait gonflement des sols argileux est disponible sur le site du BRGM,.
Par ailleurs, afin de mieux appréhender le risque d’affaissement de terrain, l'inventaire national des cavités souterraines permet de localiser celles situées sur la commune.
Concernant les mouvements de terrains, la commune a été reconnue en état de catastrophe naturelle au titre des dommages causés par la sécheresse en 1989 et par des mouvements de terrain en 1999.

#### Risques technologiques
Le risque de transport de matières dangereuses sur la commune est lié à sa traversée par une infrastructure ferroviaire. Un accident se produisant sur une telle infrastructure est susceptible d’avoir des effets graves sur les biens, les personnes ou l'environnement, selon la nature du matériau transporté. Des dispositions d’urbanisme peuvent être préconisées en conséquence.

## Toponymie
Attestée sous les formes Asserio dans un manuscrit de 1531, Acierium dans un document de 1549.
Le toponyme Assier pourrait avoir une base Hydronymique pre-indo-européenne selon Ernest Nègre. Selon Marie-Thérèse Morlet, Assier aurait une origine germanique liée à une personne : Anshari. Ce nom se décomposerait en ans : divinité païenne et hari : armée,.

## Histoire

### Préhistoire
Le territoire d'Assier a attiré les hommes depuis les temps les plus reculés. De nombreux dolmens et des tumuli sont encore visibles sur les terrains calcaires du causse :

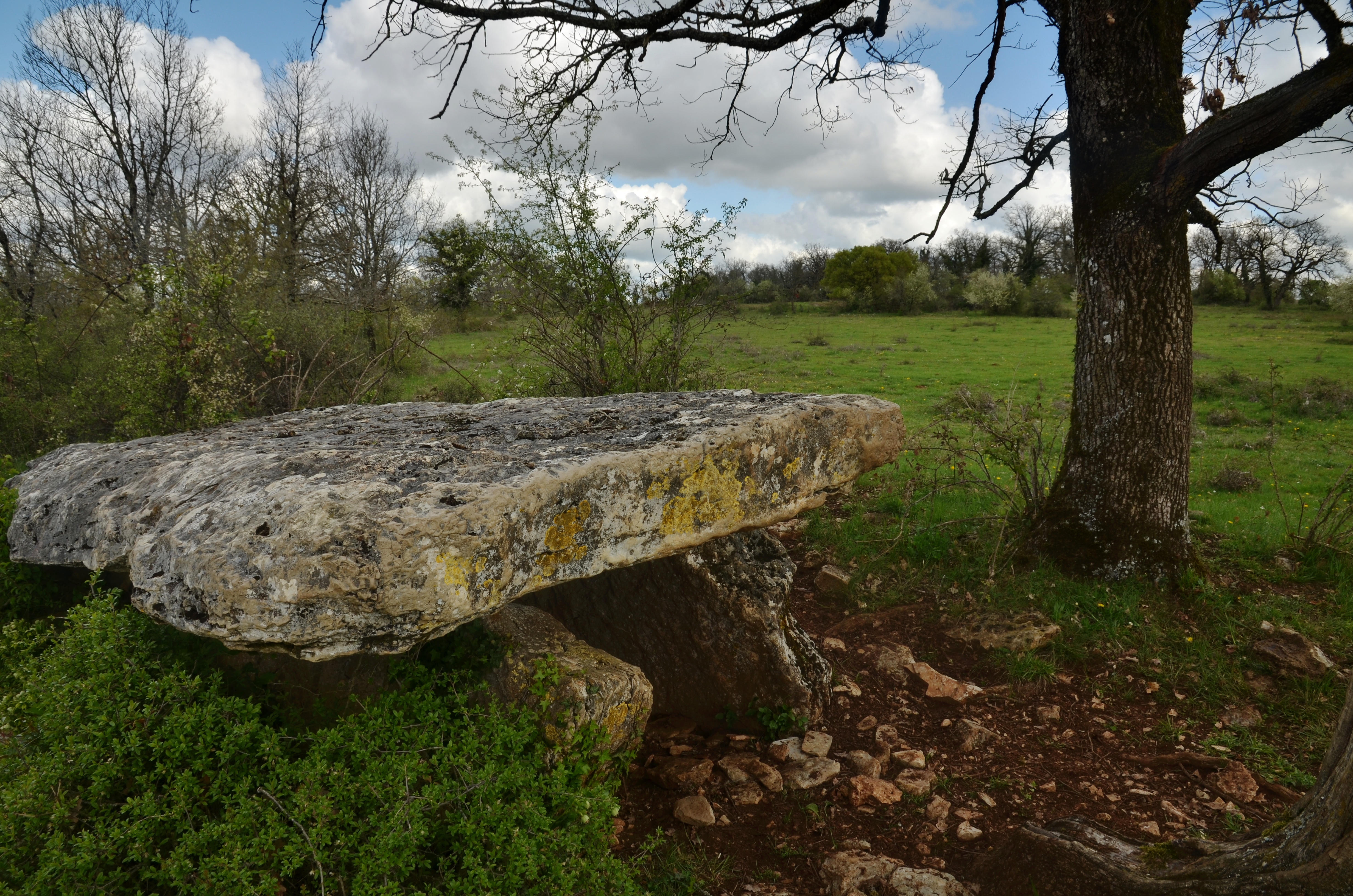
Dolmen de Mons no 2

- Dolmens et menhir de Mons au lieu-dit le Champ de Belair au nord-ouest du village : trois dolmens numérotés 1, 2 et 3 à proximité immédiate de la voie ferrée. Le no 1 dispose d'une table de presque 8 m2 creusée d'une cupule. Les dolmens no 2 et no 3 comportent aussi une belle table mais le dolmen no 3 s'est effondré. (Dolmen no 1 44° 40′ 43″ N, 1° 51′ 42″ E, Dolmen no 2 44° 40′ 55″ N, 1° 51′ 20″ E) Dans les années 1970, on pouvait encore voir à 150 mètres un menhir en calcaire très friable contre lequel le bétail venait se frotter[36]. Le menhir a été replacé à plat à proximité de son emplacement originel par le propriétaire du terrain.

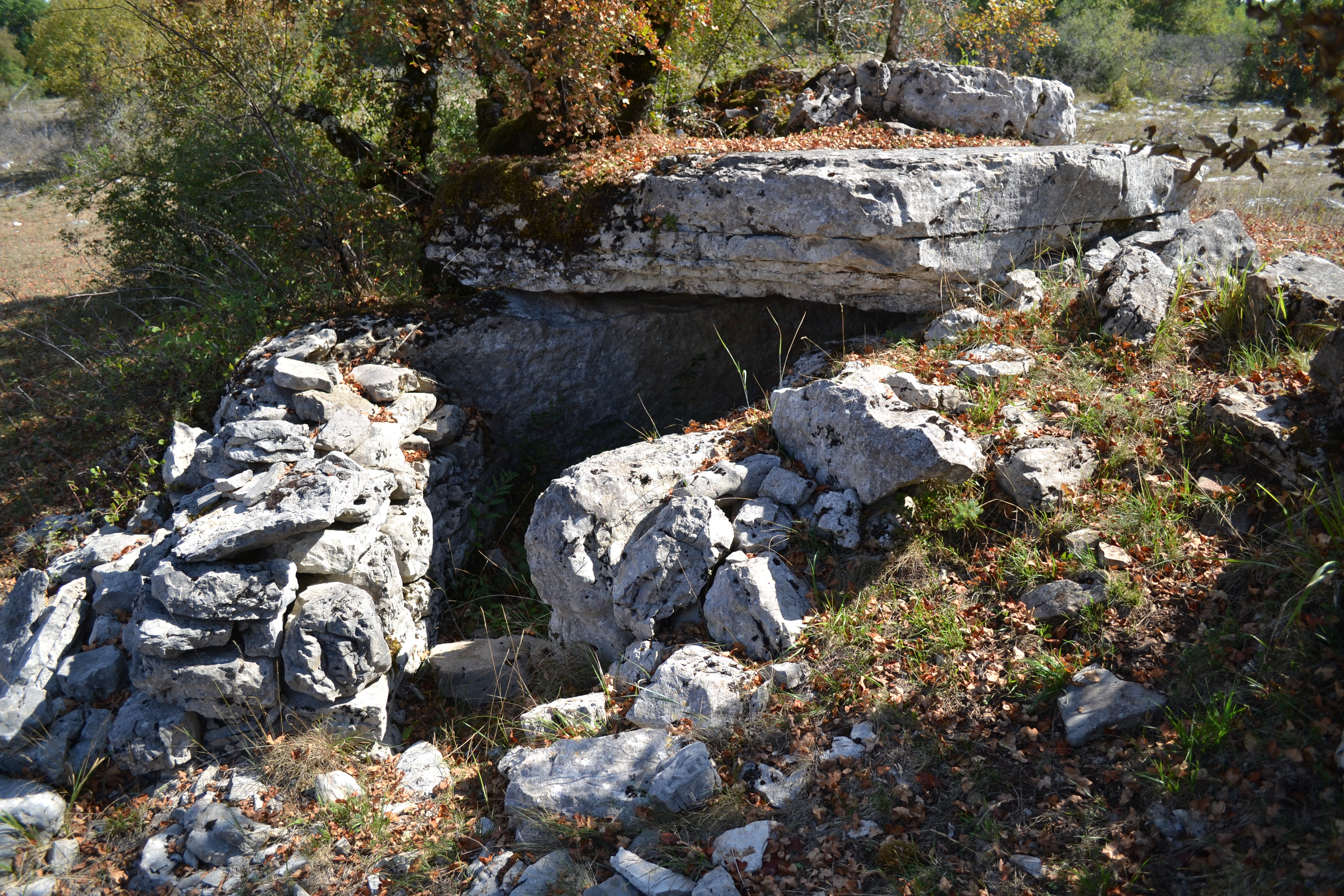
Dolmen de Garivals

- Dolmen de Garivals, à 200 mètres du précédent : table de 2,3 mètres de long, 2 de large et 0,3 d'épaisseur, reposant sur deux orthostats de longueur inégale : 2,9 et 2,3 mètres. Ce dolmen a été inclus dans un mur en pierre sèche et servait d'abri aux bergers. 44° 40′ 32″ N, 1° 51′ 16″ E
- Dolmen de la Table de Roux : table de 3,3 mètres de long, 2,5 de large et 0,3 d'épaisseur, posée sur deux orthostats de longueur 4 mètres. La table comporte une grande cupule gravée dans la masse. 44° 40′ 07″ N, 1° 51′ 29″ E
- Dolmen du Bois des Bœufs, au sud ouest du village, est recouvert d'une table de 3,7 mètres de long, 2,6 de large et 0,3 d'épaisseur, soit une masse approximative d'environ 8 tonnes[37]. Cette dalle de couverture repose sur deux orthostats d'une longueur d'environ 3 mètres sur 0,6 m. de haut. La dalle posée à plat à l'arrière constituait peut-être l'opercule du fond de la chambre sépulcrale.  Classé MH (1889) Notice no PA00094968 47° 53′ 52″ N, 3° 43′ 53″ O
- Dolmens du Causse du Magre : 44° 39′ 04″ N, 1° 52′ 39″ E
- Dolmen du Pech Roussel : 44° 39′ 16″ N, 1° 53′ 02″ E

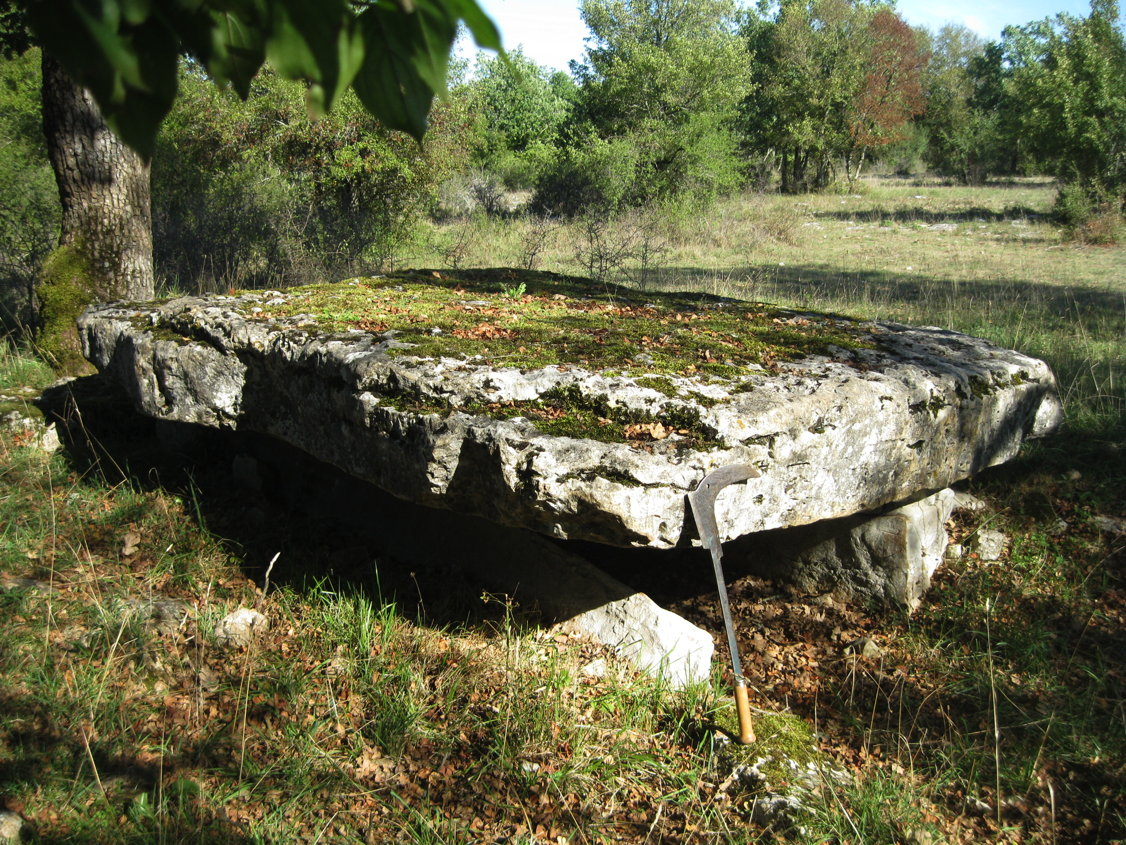
Dolmen du Bois des Bœufs
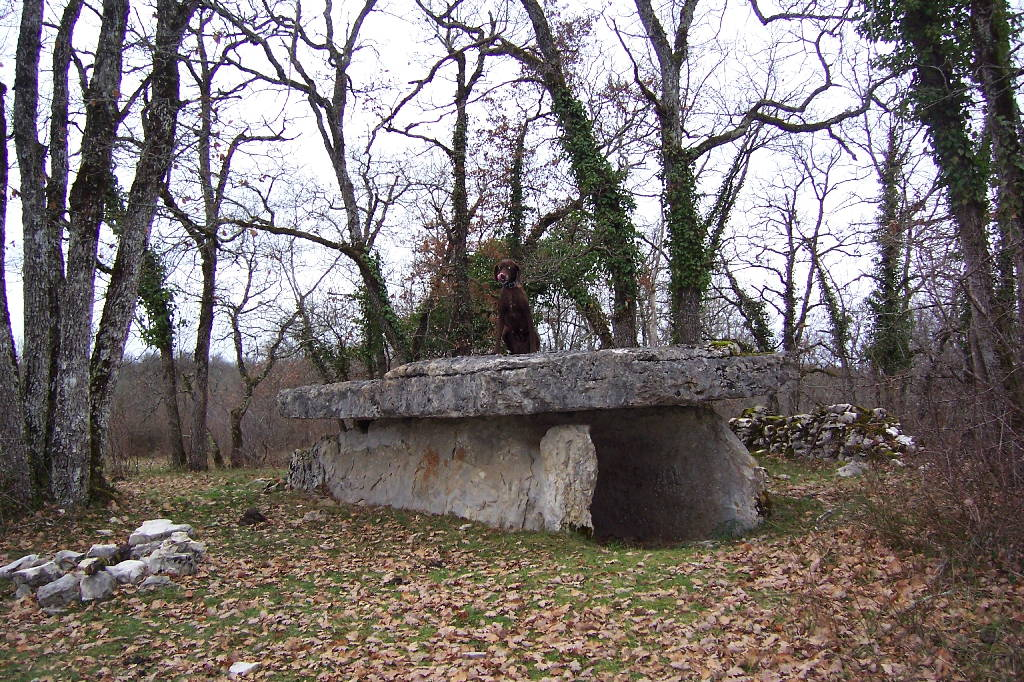
Dolmen de la Table de Roux

### Moyen Âge

#### Le bourg castral
Au Moyen Âge, Assier avait l'aspect d'un camp fortifié, d'un bourg entouré de mur de défense. Du premier château féodal, il ne reste que la Tour du Sal. Hors des remparts, s'étendait des faubourgs nommés barry : barry de Mons, barry des sal, barry de las botas, barry des leygue et barry del torria. Le bourg d'Assier avait pour seigneur l'abbé de Figeac et était rattaché à l'ordre de Saint-Jean de Jérusalem, cependant certains hameau dont le mas de Vialan dépendait de l'Hôpital d'Issendolus.
Dès le XIIIe siècle, la communauté d'Assier avait le droit d'élire des consuls. Tous les ans, le premier dimanche de septembre, tous les chefs de famille payant impôt élisaient un ou plusieurs consuls.

#### La commanderie hospitalière d'Assier
Vers 1280, les Hospitaliers de l'ordre de Saint-Jean de Jérusalem ont fondé une commanderie. Il s'agirait d'une donation des Barasc qui possédaient une partie de la seigneurie d'Assier. Elle comportait : une maison forte, une église dédiée à Saint-Pierre, un hôpital à l'emplacement du château de Jacques Ricard de Genouillac, une léproserie au lieu-dit la Malaudie sur la route de Reyrevignes.
Liste des commandeurs de l'ordre de Saint-Jean de Jérusalem qui furent précepteurs à Assier :
- 1280 : Pierre de Canis
- 1291 : Jean de Cazalis
- 1299 : Rotan de Montal qui acheta le domaine de Mons
- 1322 : Helie de Lavalette, commandeur d'Assier
- 1336 : Hélie de Calston ou Calvet, commandeur d'Assier
- 1342 : Jourdain de Chaldayrac, commandeur d'Assier
- 1344 : Frère Pierre Marquès, recteur d'Assier
- 1398 : Frère ugue Benson, recteur d'Assier
- 1405 : Frère Pierre Robert, recteur d'Assier
- 1470-1490 : Frère Hugo de Goles, Procureur du commandeur du Bastit
- 1501 : Jean de Valon, commandeur d'Assier, Cras, le Bastit qui réalisa l'union d'Assier et du Bastit

#### La guerre de Cent Ans
- Territoires cédés par la France à l'Angleterre par le traité de Brétigny

1365: La France après les traités de Brétigny et de Guérande.
Territoires cédés par la France à l'Angleterre par le traité de Brétigny

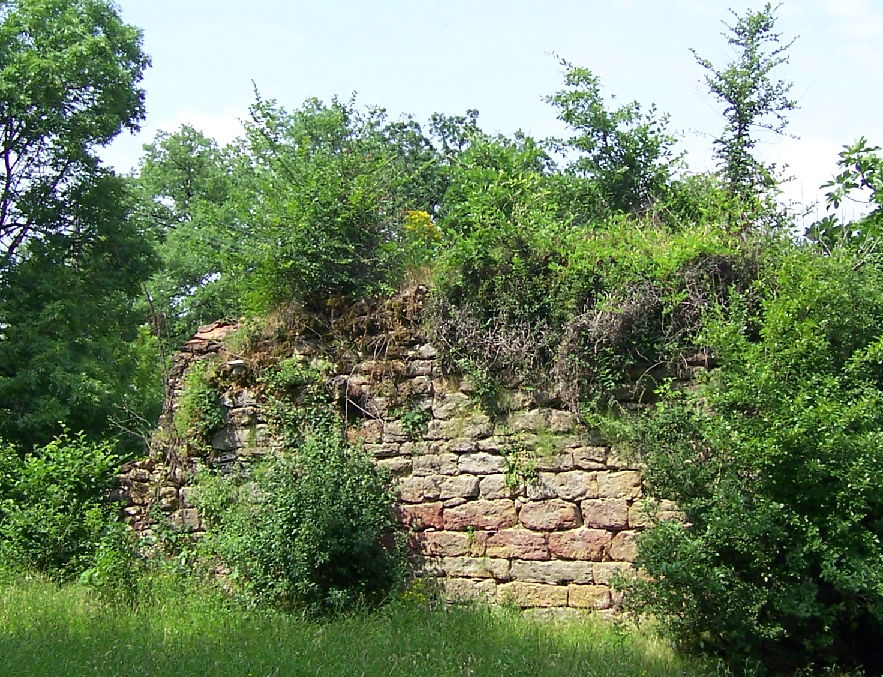
Les ruines de la tour de Maroc au lieu-dit la Garénie, repaire de Bassorat pendant la guerre de Cent Ans.

À partir de 1355, toute la région du Quercy devint un théâtre de luttes pendant la guerre de Cent Ans. Le Prince Noir et ses troupes anglaises envahirent le sud-ouest et le Quercy. Après la défaite française de la bataille de Poitiers, le traité de Brétigny donna à l'Angleterre la Guyenne et la Gascogne. La région fut instable car tous les seigneurs ne se rallièrent pas au roi d'Angleterre.
Des bandes armées agissaient avec les Anglais ou pour leur propre compte. Elles pillaient, rançonnaient et massacraient les populations. Une de ces bandes, aux ordres de Bassorat, avait pour repaire la tour de Marot ou tour de Maroc au lieu-dit la Garénie. Bassora ravagea la contrée jusqu'en 1395, date de son départ pour l'Espagne. Les Anglais quittèrent la région vers 1450.
Assier et ses environs étaient ruinés, il fallut repeupler la contrée en faisant venir des familles d'Auvergne, du Rouergue et d'ailleurs, en leur offrant des conditions favorables. Pendant cette période plus calme, de 1450 à 1547, furent bâtis l'église et le château. De nombreux ouvriers et artisans arrivèrent et l'agriculture se développa.

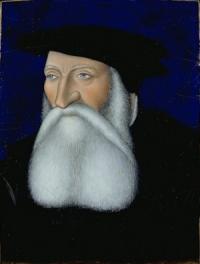
Jacques Ricard de Genouillac seigneur d'Assier et grand maître de l'artillerie de France.

Dès le XIIe siècle, les premiers seigneurs mentionnés sont dénommés les Rigaud d'Assier. Un des membres de cette famille, fut curé de la cathédrale Saint-Étienne de Toulouse et vivait à la cour du pape Jean XXII. Certains de ses hôtes de sa maison d'Avignon furent impliqués dans le complot de 1317 contre le pape. Il fut évêque de Winchester de 1319 à 1323.
Raymond du Bosc, seigneur de la Garénie, devint co-seigneur d'Assier en épousant une Rigaud : Marguerite d'Assier. Un de ses descendants, Augé du Bosc se maria en 1439 avec Jeanne de Rassiols, Dame de Vaillac. Leur fille Catherine d'Assier se maria avec Jean Ricard de Ginouillac en 1464. De leur union naquit en 1465, au château d'Assier, Jacques Ricard de Genouillac qui connut une brillante carrière militaire et diplomatique. Après sa mort en 1546, son corps fut rapatrié et enterré dans une chapelle de l'église d'Assier en 1549. Après le décès de son fils François en 1544 lors de la bataille de Cérisoles, sa fille Jeanne resta sa seule héritière. Elle se maria en 1523 avec Charles de Crussols d'Uzès, 9e Vicomte d'Uzès. Veuve en 1543, elle se remaria au prince palatin Philippe de Saim dit Rhingrave et se convertit à la religion protestante. Son fils, Jean de Beaudiné, invité au mariage du futur Henry IV fut tué en 1572 lors du massacre de la Saint-Barthélemy. Vingt ans de trouble secouèrent la région. Après l'édit de Nantes, les places de Figeac, Cardaillac et Assier furent gouvernées par les protestants pendant 50 ans.
Jacques de Crussol, héritier de Jeanne Ricard de Ginouillac, se convertit au catholicisme. Il fut nommé duc et pair de France.

#### Démolition du château
Le 22 mai 1768, François Emmanuel de Crussol 9e duc d'Uzès prend la décision de démolir et vendre les matériaux du château qui fut réalisée en trois étapes :
- 1768 : démolition et vente des matériaux des trois côtés de la cour ;
- 1786 : vente de la "masure et du sol du château" avec ses environs immédiats et démolition de la partie nord de l'aile ouest ;
- 1788 : vente du reste de la "terre d'Assier en Quercy" appartenant au duc d'Uzès.

En 1768, le 9e duc d'Uzès, François Emmanuel de Crussol, vendit le château pour le faire démolir. Le château et les terres sortirent de la famille fondatrice. Les nouveaux co-seigneurs d'Assier furent, jusqu'à la révolution, messieurs Pouzalgue, Séguy et Montaï.

### Époque contemporaine et passé récent

#### La révolution à Assier
Le 14 septembre 1788, Jean-Pierre Séguy, notaire, acheta les terrains de la Devèze d'Assier et devint ainsi un des co-seigneurs d'Assier. La révolution se passa sans trouble majeur : les principales doléances concernaient la redistribution des terres. Jean-Pierre Séguy redistribua les terres qu'il avait achetée à tous les habitants d'Assier présents et à venir (femmes enceintes) qui reçurent chacun 34 ares. Il fut maire de la commune de 1801 à 1827.

#### Les premières écoles

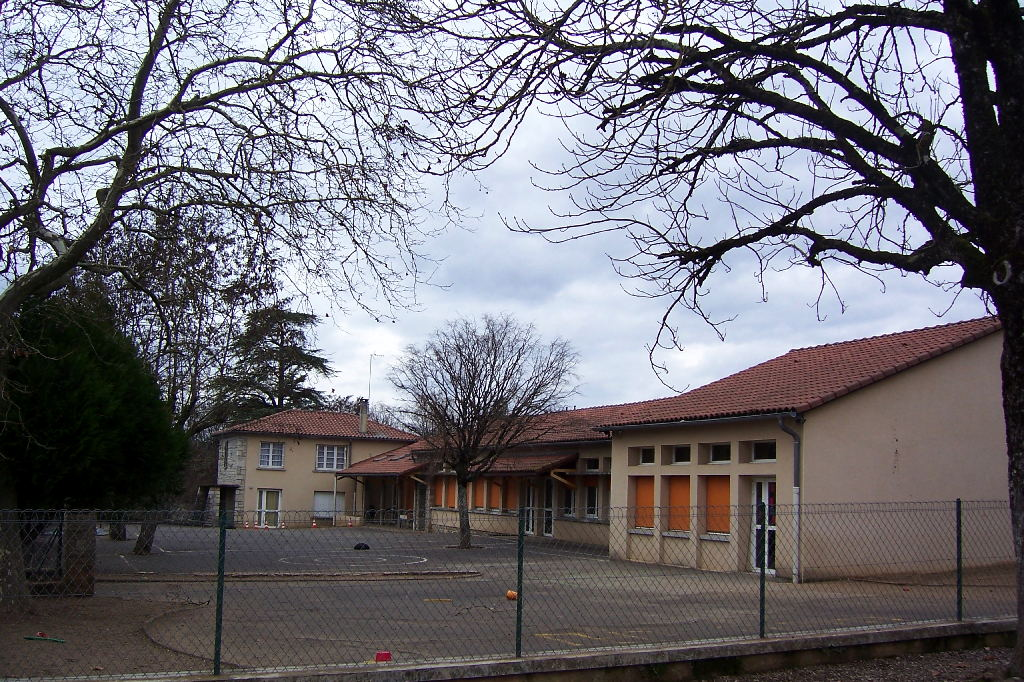
Le groupe scolaire d'Assier en 2009.

À la suite de la loi Guizot, les communes doivent avoir une école publique. Le 21 décembre 1834, le conseil municipal nomme Jean-Pierre Bruel pour assurer les fonctions d'instituteur. Ce dernier perçoit deux cents francs à l'année, en plus des sommes versées par les familles les plus aisées pour la scolarité de leurs enfants : 1 franc pour apprendre à lire, 1 franc et 50 centimes pour la lecture et l'écriture, 2 francs pour le calcul. Douze élèves pauvres sont reçus gratuitement. Le 15 août 1852, Il est l'objet d'une réclamation du conseil municipal qui l'accuse : d'assurer les cours de façon quand bon lui chante, de tenir des commerces, boisson et épicerie, devant sa maison, de percevoir des impôts.
En 1853, une école libre de fille est dirigée par Marie Bessac (sœur Victoire) assistée de Jeanne Turenne (sœur Jeanne). Elles sont rémunérées par la commune. Le 25 octobre 1858, Jean-Pierre Bruel décède et Jean Delsériez lui succède en 1859. En 1881 fut créé un poste d'adjoint car les effectifs sont de 75 garçons et 60 filles. Une garderie pour enfant en bas âge est créée à côté de l'école des filles : cout 1,5 francs par élève et par mois. Le poste est confié à sœur Jeanne Turenne. Le 20 août est créé un poste d'adjoint à l'école de garçons.
En 1902, ouvre une école laïque de fille. En 1905, l'école devient obligatoire et gratuite pour tous les enfants de plus de cinq ans. En 1926, le conseil municipal proteste contre la suppression du poste d'adjointe de l'école publique. En 1957, débute la construction du nouveau groupe scolaire d'Assier.

#### Lutte contre la pauvreté
Durant les mandats d'Antoine Pezet et Joseph Carbonel, de 1848 à 1870, de nombreuses décisions sont prises afin d'améliorer le sort des plus démunis :
- en 1849, financement du bureau de bienfaisance ;
- en 1851, achat d'une maison pour l'école et gratuité pour les pauvres ;
- en 1853, financement de l'école privée ;
- en 1856, taxe de deux centimes par habitant pour acheter des remèdes distribués gratuitement aux plus démunis et création d'un atelier de charité destiné aux indigents valides ;
- en 1857, il n'y a plus de mendiant dans la commune. Le conseil municipal décide d'un rôle spécial de 15 centimes par franc d'imposition pour venir en aide aux invalides de la commune ;
- en 1867, l'instituteur, M. Delsyriez est encouragé par le conseil municipal à donner des cours aux adultes ;
- en 1869, contribution de trois centimes pour fourniture de médicaments aux indigents.

#### Progrès techniques

##### Le chemin de fer

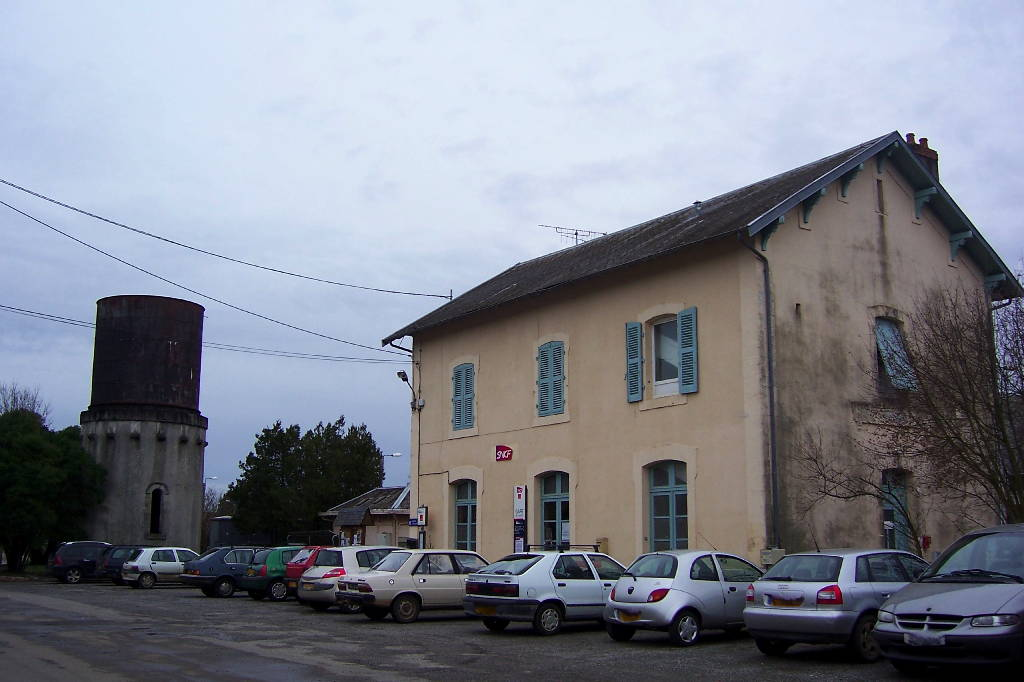
La gare d'Assier et sa réserve d'eau.

Dès 1854, deux projets ferroviaires passant par Assier furent envisagés, puis abandonnés. Une gare de triage aurait dû se situer sur la commune et un particulier avait même fait construire un hôtel-restaurant de 16 pièces, près du tracé envisagé de la ligne. On trouve donc une grande maison isolée au lieu-dit Frejayrie, à un kilomètre du centre d'Assier.
En 1860, la compagnie du Chemin de fer de Paris à Orléans établit la ligne Brive - Rodez passant par la gare d'Assier. Quatre accidents mortels furent à déplorer sur la commune et frappèrent un terrassier et trois ouvriers. La ligne fut inaugurée en septembre 1862.

##### Les autres modes de déplacement
En 1905 et 1910 sont envisagés des projets de tramway desservant la gare d'Assier aux communes voisines : ligne de Gourdon au Bourg par Quissac et Espédaillac. Mais rapidement, l'automobile fait son apparition. En 1923, le conseil municipal est amené à limiter la vitesse des automobiles à moins de 15 km/h dans le centre-ville. En 1925, la veuve de Thimoté Gardou installe la première pompe à carburant, la commune perçoit 200 francs par an. En 1932, des autobus circulent entre Assier et Cahors.

##### L'électrification
Le 11 octobre 1922, le conseil municipal désigne une commission chargée d'étudier le raccordement du village à un réseau électrique. Le 9 mai 1926, les crédits pour la constitution d'un syndicat pour l'électrification sont votés. Le 30 octobre, les maires de Cardaillac, Fourmagnac, Fons, Reyrevignes et Assier se réunissent et décident que le courant électrique serait fourni par l'usine hydraulique de M. Barrière, située sur le Drauzou, mais en 1927, la municipalité dénonce la convention avec M. Barrière au motif que l'usine de M. Barrière ne pourrait pas fournir le courant de façon permanente car le débit du Drauzou est jugé trop irrégulier. En 1928, la commune est condamnée à 225 000 francs d'amende pour non-respect de la convention, mais fait appel et a gain de cause en 1932.
La commune adhère alors au syndicat d'électrification du nord du Lot et en 1930, la concession est donnée à la compagnie du Bourbonnais. Le contrat est signé le 19 février 1931 et le 17 avril 1932, c'est l'inauguration et la fête de l'électricité.
Dans le bourg, les réseaux de téléphone et d'électricité sont enfouis depuis 1980.

##### L'accès à l'eau

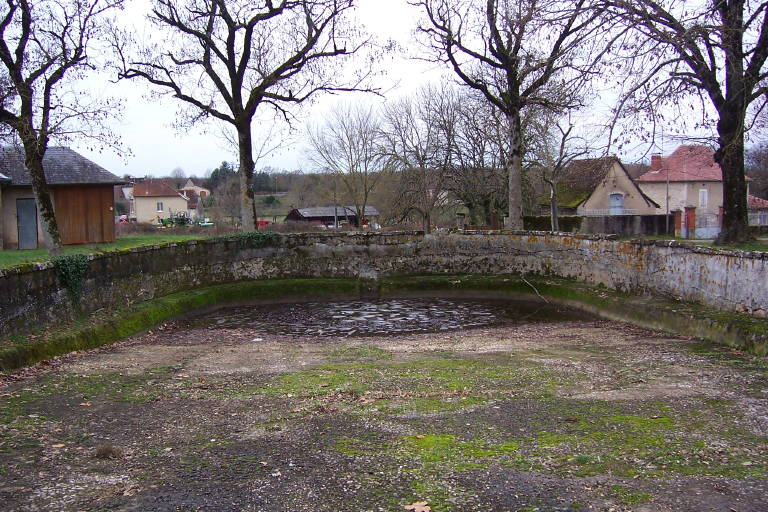
Un abreuvoir creusé sur le foirail d'Assier.

Avant 1962, les habitants d'Assier accédaient à l'eau grâce à des fontaines ou des citernes. Il y avait des pénuries et l'approvisionnement était un souci permanent des municipalités :
- le 10 mai 1847, le conseil municipal prit la décision de faire creuser le ruisseau et d'y établir une retenue pour abreuver les animaux. Il fut aussi décidé de creuser des mares sur le foirail ;
- en été 1849, une sécheresse importante priva d'eau hommes et animaux. La commune prit la décision de paver la mare de Bournel ;
- en 1860, le conseil fait un emprunt de 1 100 francs pour curer le ruisseau et faire construire un lavoir et un abreuvoir. De nouveaux investissements sont décidés en 1871 et 1873 ;
- en 1874, la municipalité achète une pompe et remet en état 140 mètres de canalisation alimentant la fontaine du repos ;
- en 1899, M. Léon Amouroux fait un don de 5 000 francs pour amener l'eau de la fontaine Barade sur les places publiques. Le système, utilisé de 1900 à 1962 et réalisé par M. Boisset, comportait des citernes sur la place de l'église, au pied de la tour du château. Il se terminait par une borne fontaine au pont du ruisseau.
- en 1952, une grande sécheresse imposa de cadenasser les pompes à certaines heures du jour et de la nuit. Rachel Batut fut désignée et rémunérée pour cette tâche.

## Héraldique
| Blason | Blasonnement : Échiqueté d'azur et d'argent, à la bande d'or brochante. |

## Politique et administration

### Finances locales
Cette section est consacrée aux finances locales d'Assier de 2000 à 2020.
Les comparaisons des ratios par habitant sont effectuées avec ceux des communes de 500 à 2000 hab appartenant à un groupement fiscalisé, c'est-à-dire à la même strate fiscale.
Pour l'exercice 2020, le compte administratif du budget municipal d'Assier s'établit à  913 260 € en dépenses et 787 790 € en recettes :
- les dépenses se répartissent en 523 560 € de charges de fonctionnement et 389 700 € d'emplois d'investissement ;
- les recettes proviennent des 551 680 € de produits de fonctionnement et de 236 110 € de ressources d'investissement.

|                                                                    | 2017        | 2017         | 2017       | 2018        | 2018         | 2018       | 2019        | 2019         | 2019       | 2020        | 2020         | 2020       |
| Chiffres clés                                                      | Valeur (k€) | Par hab. (€) | Strate (€) | Valeur (k€) | Par hab. (€) | Strate (€) | Valeur (k€) | Par hab. (€) | Strate (€) | Valeur (k€) | Par hab. (€) | Strate (€) |
| Produits de fonctionnement                                         | 616         | 868          | 786        | 582         | 835          | 792        | 662         | 968          | 802        | 552         | 822          | 789        |
| Charges de fonctionnement                                          | 525         | 740          | 642        | 538         | 772          | 645        | 508         | 743          | 648        | 524         | 780          | 634        |
| Solde de la section de fonctionnement                              | 91          | 128          | 143        | 44          | 63           | 146        | 153         | 224          | 154        | 28          | 42           | 155        |
| Emplois d'investissement                                           | 197         | 277          | 381        | 306         | 439          | 398        | 427         | 624          | 430        | 390         | 581          | 369        |
| Ressources d'investissement                                        | 215         | 303          | 381        | 496         | 712          | 391        | 291         | 426          | 420        | 236         | 352          | 397        |
| Solde de la section d'investissement                               | −18         | −26          | 0          | −190        | −273         | 6          | 136         | 199          | 10         | 154         | 229          | −28        |
| Les valeurs sont arrondies au millier d'euros (k€) le plus proche. |             |              |            |             |              |            |             |              |            |             |              |            |

Pour Assier en 2020, la section de fonctionnement se répartit en 523 560 €  de charges (780 € par habitant) pour 551 680 € de produits (822 € par habitant), soit un solde de la section de fonctionnement de 28 120 € (42 € par habitant) :
- le principal pôle de dépenses de fonctionnement est celui des charges de personnels[Note 4] pour  255 000 € (49 %), soit 380 € par habitant, ratio supérieur de 38 % à la valeur moyenne pour les communes de la même strate (275 € par habitant). Pour la période allant de 2016 à 2020, ce ratio fluctue et présente un minimum de 353 € par habitant en 2018 et un maximum de 380 € par habitant en 2020. Viennent ensuite les groupes des achats et charges externes[Note 5] pour 32 %, des subventions versées[Note 6] pour 4 %, des charges financières[Note 7] pour 2 % et finalement celui des contingents[Note 8] pour des sommes négligeables ;
- la plus grande part des recettes est constituée des impôts locaux[Note 9] pour une valeur de 232 000 € (42 %), soit 346 € par habitant, ratio voisin de la valeur moyenne de la strate. Depuis 5 ans, ce ratio augmente de façon continue de 285 € à 346 € par habitant. Viennent ensuite de la dotation globale de fonctionnement (DGF)[Note 10] pour 17 % et des autres impôts[Note 11] pour 4 %.

La dotation globale de fonctionnement est quasiment égale à celle versée en 2019.
| |
| Valeurs en millier d'euros (k€) · Assier, Valeur totale : Impôts Locaux autres impôts et taxes dotation globale de fonctionnement |

| |
| Valeurs en millier d'euros (k€) · Assier, Valeur totale : Charges de personnel achats et charges externes |

|                                                                                                   |
| Valeurs en millier d'euros (k€) · Assier, Valeur totale : charges financières subventions versées |

Les taux des taxes ci-dessous sont votés par la municipalité d'Assier. Ils ont varié de la façon suivante par rapport à 2019 :
- la taxe d'habitation égale 9,59 % ;
- la taxe foncière sur le bâti quasiment égale 19,14 % ;
- celle sur le non bâti quasiment égale 152,71 %.

Cette section détaille les investissements réalisés par la commune d'Assier.
Les emplois d'investissement en 2020 comprenaient par ordre d'importance :
- des remboursements d'emprunts[Note 13] pour  285 000 € (73 %), soit 425 € par habitant, ratio supérieur de 482 % à la valeur moyenne pour les communes de la même strate (73 € par habitant). En partant de 2016 et jusqu'à 2020, ce ratio fluctue et présente un minimum de 33 € par habitant en 2019 et un maximum de 425 € par habitant en 2020 ;
- des dépenses d'équipement[Note 14] pour une valeur de 102 000 € (26 %), soit 153 € par habitant, ratio inférieur de 44 % à la valeur moyenne pour les communes de la même strate (272 € par habitant).

Les ressources en investissement d'Assier se répartissent principalement en :
- subventions reçues pour une valeur de 99 000 € (42 %), soit 148 € par habitant, ratio supérieur de 68 % à la valeur moyenne pour les communes de la même strate (88 € par habitant). Depuis 5 ans, ce ratio fluctue et présente un minimum de 16 € par habitant en 2016 et un maximum de 147 € par habitant en 2020 ;
- fonds de Compensation pour la TVA pour  56 000 € (24 %), soit 84 € par habitant, ratio supérieur de 100 % à la valeur moyenne pour les communes de la même strate (42 € par habitant).

| |
| Valeurs en millier d'euros (k€) · Assier, Valeur totale : Dépenses d'équipement Remboursements d'emprunts |

| |
| Valeurs en millier d'euros (k€) · Assier, Valeur totale : Nouvelles dettes subventions reçues Fonds de compensation pour la TVA |

L'endettement d'Assier au 31 décembre 2020 peut s'évaluer à partir de trois critères : l'encours de la dette, l'annuité de la dette et sa capacité de désendettement :
- l'encours de la dette pour une valeur totale de 531 000 €, soit 791 € par habitant, ratio supérieur de 32 % à la valeur moyenne pour les communes de la même strate (600 € par habitant). Sur les 5 dernières années, ce ratio fluctue et présente un minimum de 582 € par habitant en 2017 et un maximum de 1 193 € par habitant en 2019 ;
- l'annuité de la dette pour une valeur de 294 000 €, soit 438 € par habitant, ratio supérieur de 398 % à la valeur moyenne pour les communes de la même strate (88 € par habitant). Sur la période 2016 - 2020, ce ratio fluctue et présente un minimum de 46 € par habitant en 2019 et un maximum de 437 € par habitant en 2020 ;
- la capacité d'autofinancement (CAF) pour une valeur totale de 30 000 €, soit 45 € par habitant, ratio inférieur de 73 % à la valeur moyenne pour les communes de la même strate (165 € par habitant). Sur les 5 dernières années, ce ratio fluctue et présente un minimum de 44 € par habitant en 2020 et un maximum de 224 € par habitant en 2019. La capacité de désendettement est élevé d'un montant de 17 années en 2020. Sur une période de 21 années, ce ratio présente un minimum d'environ 3 années en 2001 et un maximum très élevé, de plus de 50 années en 2011.

Les courbes G4a et G4b présentent l'historique des dettes d'Assier.
|                                                                         |
| Valeurs en euros · Assier, Par habitant : CAF Encours total de la dette |

|                                                                 |
| Valeurs en années · Assier, : Ratio = Encours de la dette / CAF |

## Démographie
L'évolution du nombre d'habitants est connue à travers les recensements de la population effectués dans la commune depuis 1793. Pour les communes de moins de 10 000 habitants, une enquête de recensement portant sur toute la population est réalisée tous les cinq ans, les populations de référence des années intermédiaires étant quant à elles estimées par interpolation ou extrapolation. Pour la commune, le premier recensement exhaustif entrant dans le cadre du nouveau dispositif a été réalisé en 2006.

En 2022, la commune comptait 707 habitants, en évolution de +7,61 % par rapport à 2016 (Lot : +1,31 %, France hors Mayotte : +2,11 %).
| 1793 | 1800 | 1806 | 1821 | 1831 | 1836 | 1841 | 1846 | 1851 |
| ---- | ---- | ---- | ---- | ---- | ---- | ---- | ---- | ---- |
| 660  | 655  | 496  | 717  | 765  | 765  | 799  | 776  | 812  |

| 1856 | 1861 | 1866 | 1872 | 1876 | 1881 | 1886 | 1891 | 1896 |
| ---- | ---- | ---- | ---- | ---- | ---- | ---- | ---- | ---- |
| 800  | 928  | 767  | 788  | 801  | 784  | 828  | 816  | 803  |

| 1901 | 1906 | 1911 | 1921 | 1926 | 1931 | 1936 | 1946 | 1954 |
| ---- | ---- | ---- | ---- | ---- | ---- | ---- | ---- | ---- |
| 736  | 719  | 806  | 749  | 715  | 869  | 905  | 661  | 622  |

| 1962 | 1968 | 1975 | 1982 | 1990 | 1999 | 2006 | 2011 | 2016 |
| ---- | ---- | ---- | ---- | ---- | ---- | ---- | ---- | ---- |
| 615  | 557  | 512  | 467  | 533  | 535  | 645  | 677  | 657  |

| 2021 | 2022 | - | - | - | - | - | - | - |
| ---- | ---- | - | - | - | - | - | - | - |
| 684  | 707  | - | - | - | - | - | - | - |

En 1620, Assier comportait 115 feux. En 1750, on comptait 500 communiants à la messe.
Au début du XXe siècle, Assier comptait 719 habitants.

### Durée moyenne de vie par décennie
Histogramme de l'âge de décès moyen des habitants d'Assier par décennie

## Économie

### Agriculture
Assier est une commune rurale comportant une dizaine d'exploitations agricoles à la fin du XXe siècle. Les exploitants ont abandonné la polyculture (céréales et arbres fruitiers) pour se tourner vers la production de viande et de lait. 95 % des terres du limargue sont exploitées, alors que 20 % des terrains du causse servent de parcours pour les troupeaux de moutons, les 80 % restant sont laissés en friche.
Les foires étaient très importantes au XIXe siècle et égalaient celles de Figeac et Gramat. Une halle fut même construite en 1884 pour la vente de céréales, de châtaignes, de pommes et de noix. Mais elles ont décliné au XXe siècle à la suite de l'évolution des transports, de la motorisation des exploitations et de la négociation chez l'exploitant. Dès 1968, la municipalité prit des mesures pour relancer les marchés aux ovins. En 1980, des études furent réalisées pour l'implantation d'un marché couvert aux ovins qui fut inauguré en juillet 1997 dans la zone industrielle. Il se négocie entre 1500 et 2000 animaux tous les lundis.
Assier possède un marché aux bestiaux de gré à gré et une coopérative agricole.

### Commerce, services et artisanat
De nombreux commerces et services sont disponibles sur la commune : boucherie, boulangerie, pâtisserie, bar, salons de coiffure, restaurants, fleuriste, épicerie.. ainsi que des artisans : couvreurs, charpentiers, électriciens, plombier, chauffagiste, taxi...
Une pharmacie est située au centre du bourg.

### Zone industrielle
Une entreprise de placage en noyer de haute qualité est installée dans la zone industrielle.
La société coopérative Scop O'Chêne s'est installée à Assier lors de son extension. Son domaine est la fabrication de charpentes, de constructions sous forme de modules à assembler et d'aménagements en bois. Elle comptait 7 employés en 2009.

## Vie locale

### Enseignement
L'école d'Assier accueille les enfants de onze communes voisines. À la rentrée 2009, la maternelle est composée de deux classes et la primaire de trois. Le personnel comporte sept instituteurs et deux assistantes ATSEM.

### Milieu associatif
Un festival de jazz, d'improvisation et de théâtre a lieu tous les ans à Assier depuis 1986 dans le château, l'église, les jardins et sur les places.
L'Association REISSA (Rencontres, Événements, Initiatives, Soutien, Social, Activités) assure l'animation du village, la gestion de l’ALSH (Accueil de Loisir Sans Hébergement) pour les enfants.
La Cyber-base située dans la Maison des services permet l'accès à Internet pour tous.

### Services publics

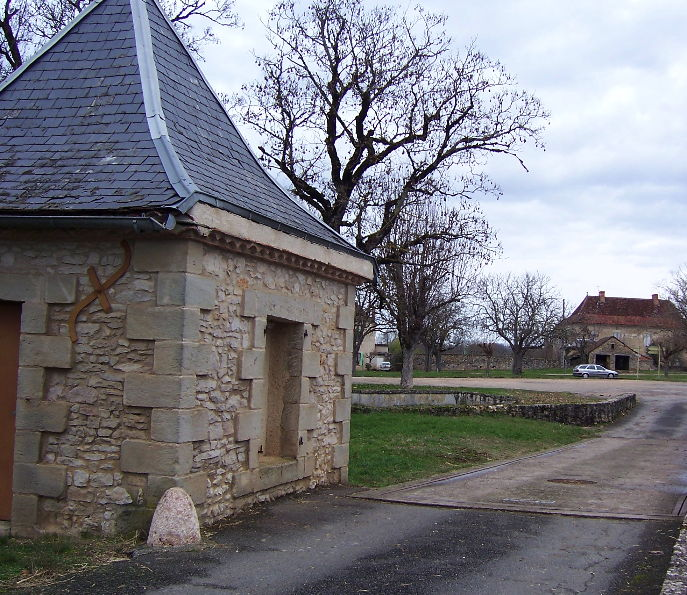
Le pont bascule public d'Assier.

Assier possède un bureau de poste, une gare ferroviaire ainsi qu'un pont-bascule public, non loin du foirail, en direction de Livernon.

### Santé
Assier a inauguré en 2009 la maison médicale du Causse. La commune dispose aussi d'une pharmacie et d'un cabinet d'infirmière au centre du village.
Une maison de retraite (EHPAD) est située au lieu-dit les Pradels.
Les hôpitaux les plus proches d'Assier sont situés à Figeac (21 km, 20 minutes par la D 653 et D 840) et à Cahors (57 km, 52 minutes par la D 653).

## Lieux et monuments

### Le château
Le château d'Assier est un témoignage exemplaire de la diffusion de l'art de la Renaissance hors des châteaux du Val de Loire. L'édifice est classé au titre des monuments historiques en 1901.
Près du château se trouvent des bâtiments qui lui sont des annexes :
- ancien logis du XVIe siècle, appelé grange de Bargues, inscrit au titre des monuments historiques en 2001[56] ;
- ancien pigeonnier du château, daté de 1537, inscrit au titre des monuments historiques en 2005[57].

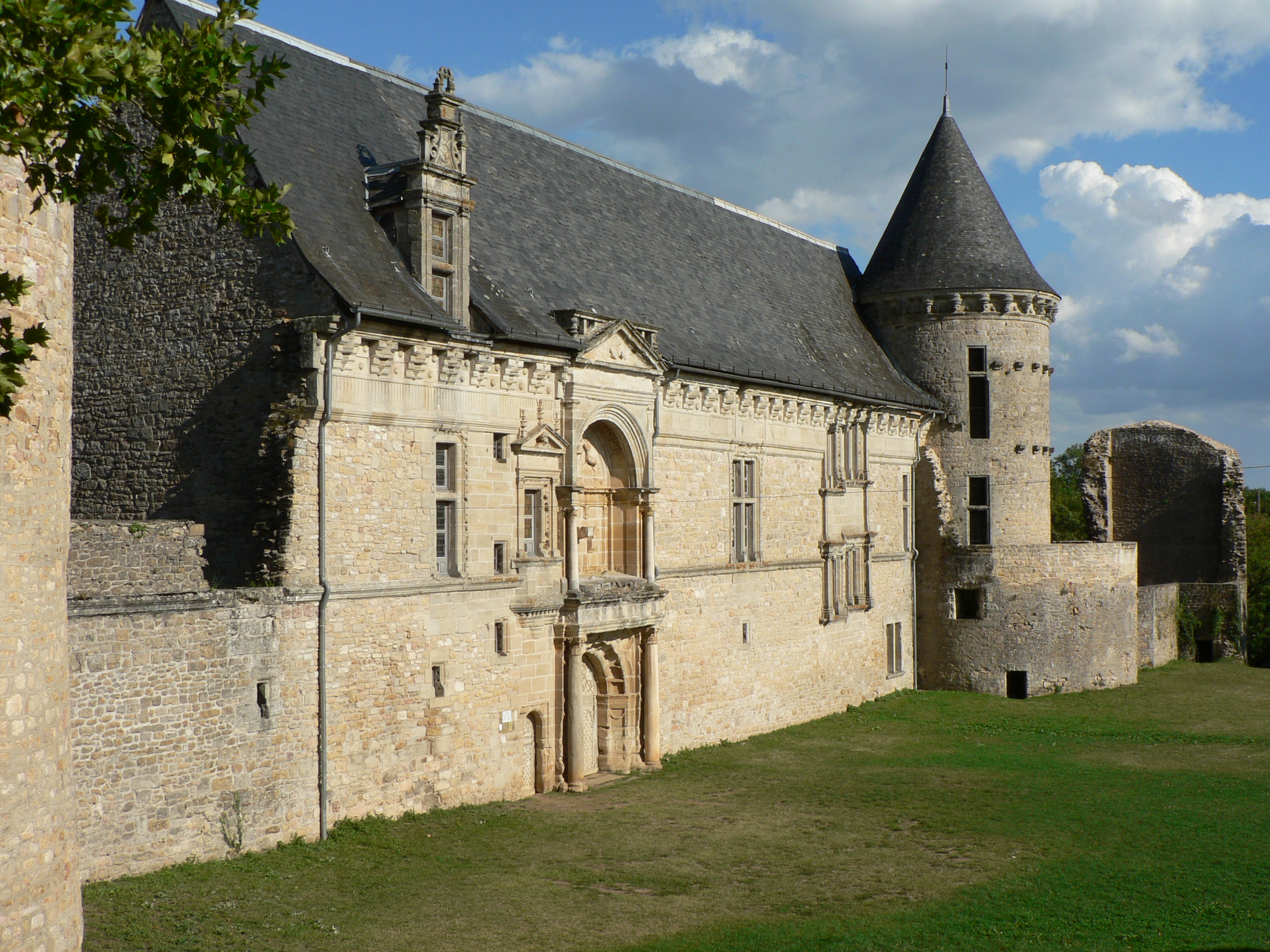
La façade du château d'Assier.
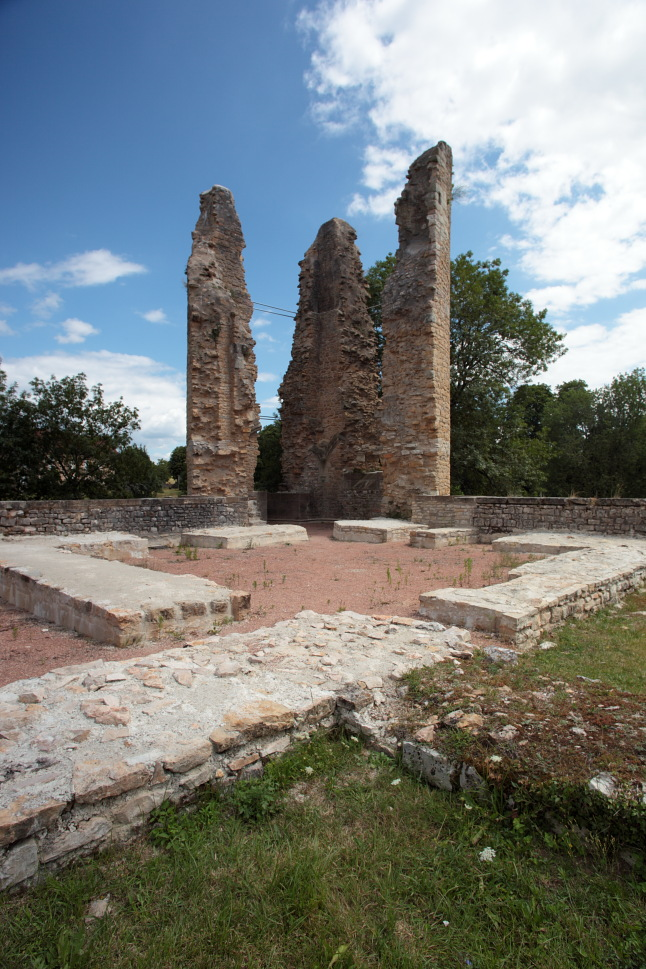
Vestiges du château.
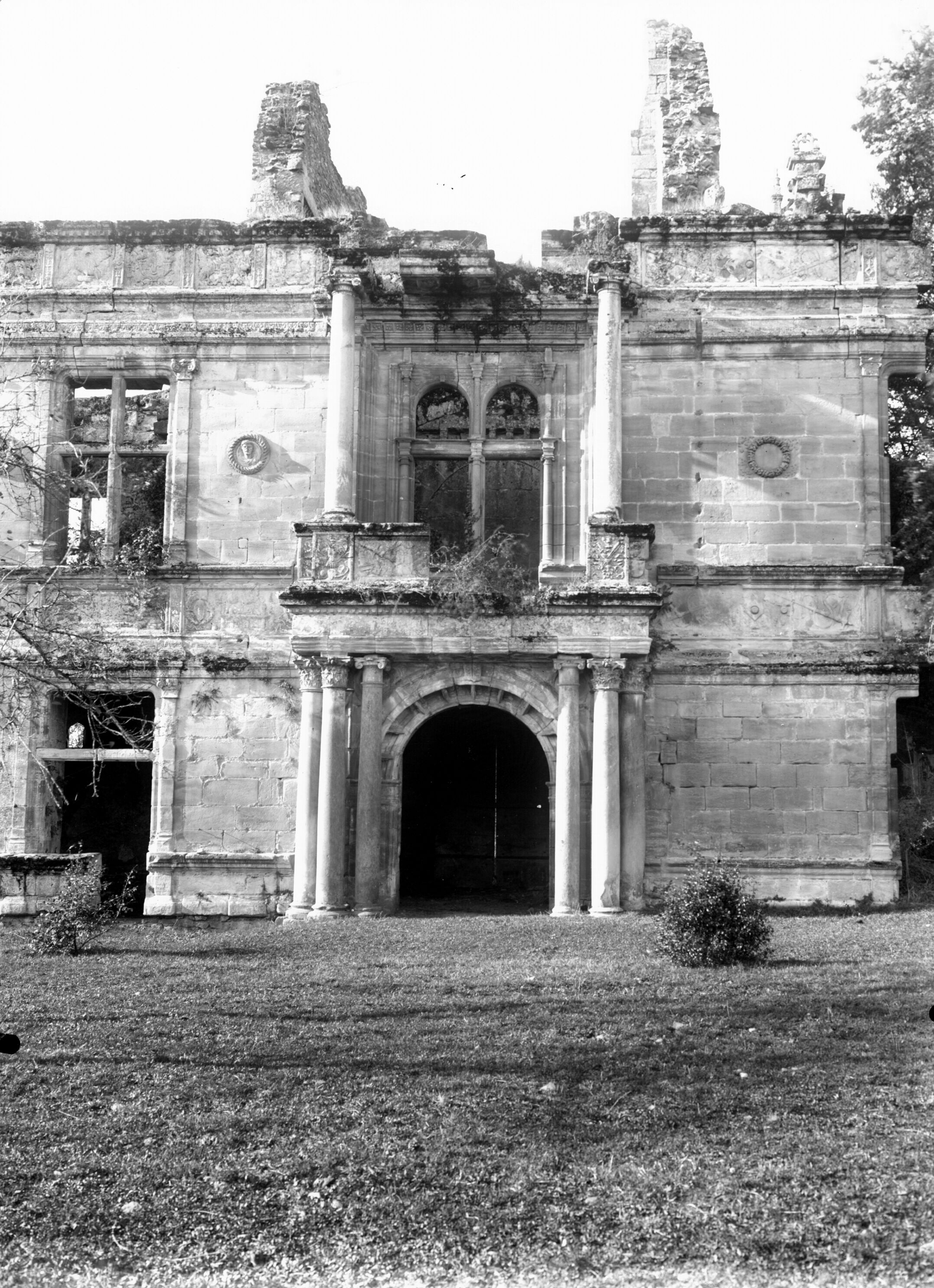
Château selon Eugène Trutat en 1899.
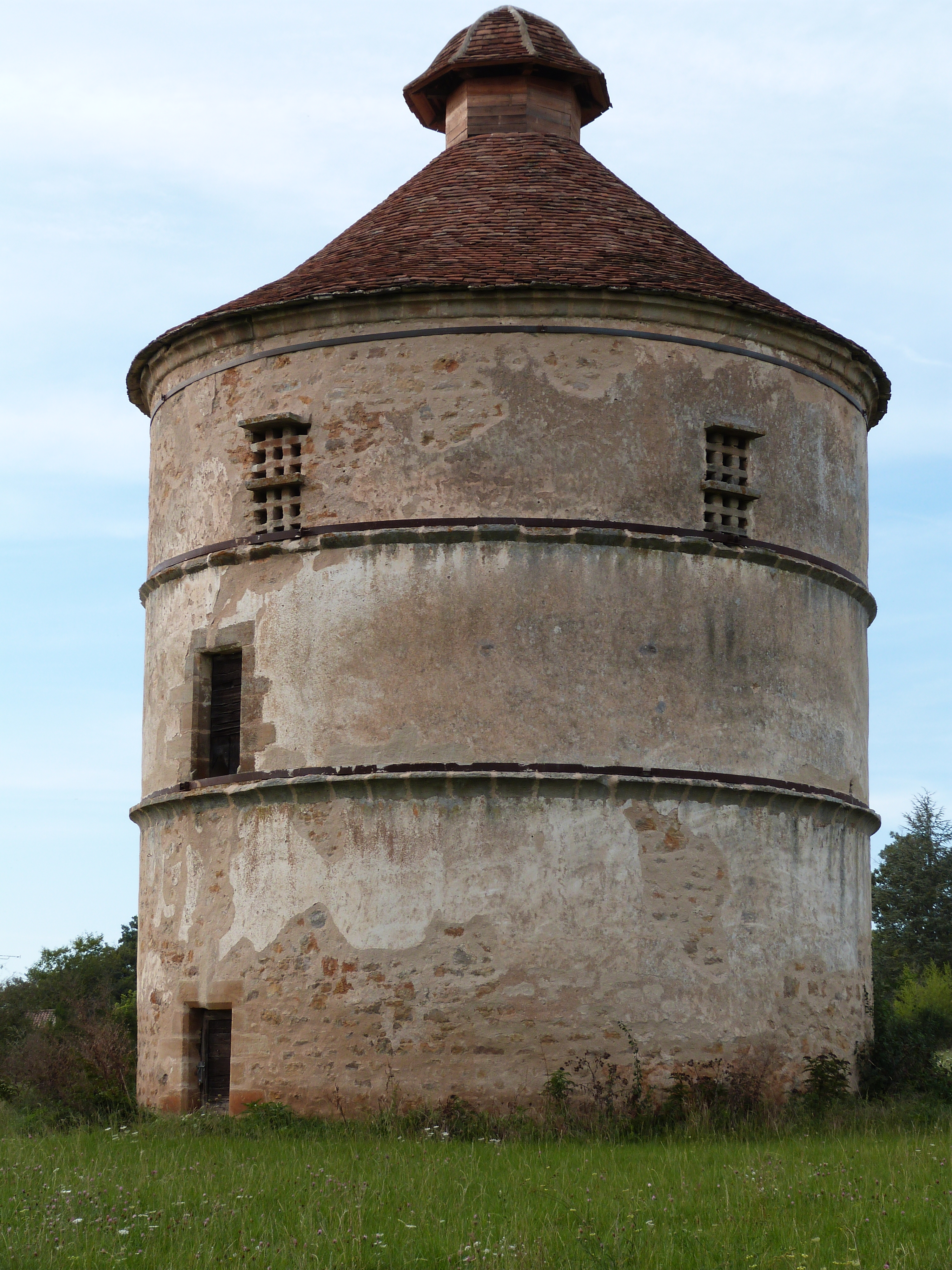
Ancien pigeonnier du château.
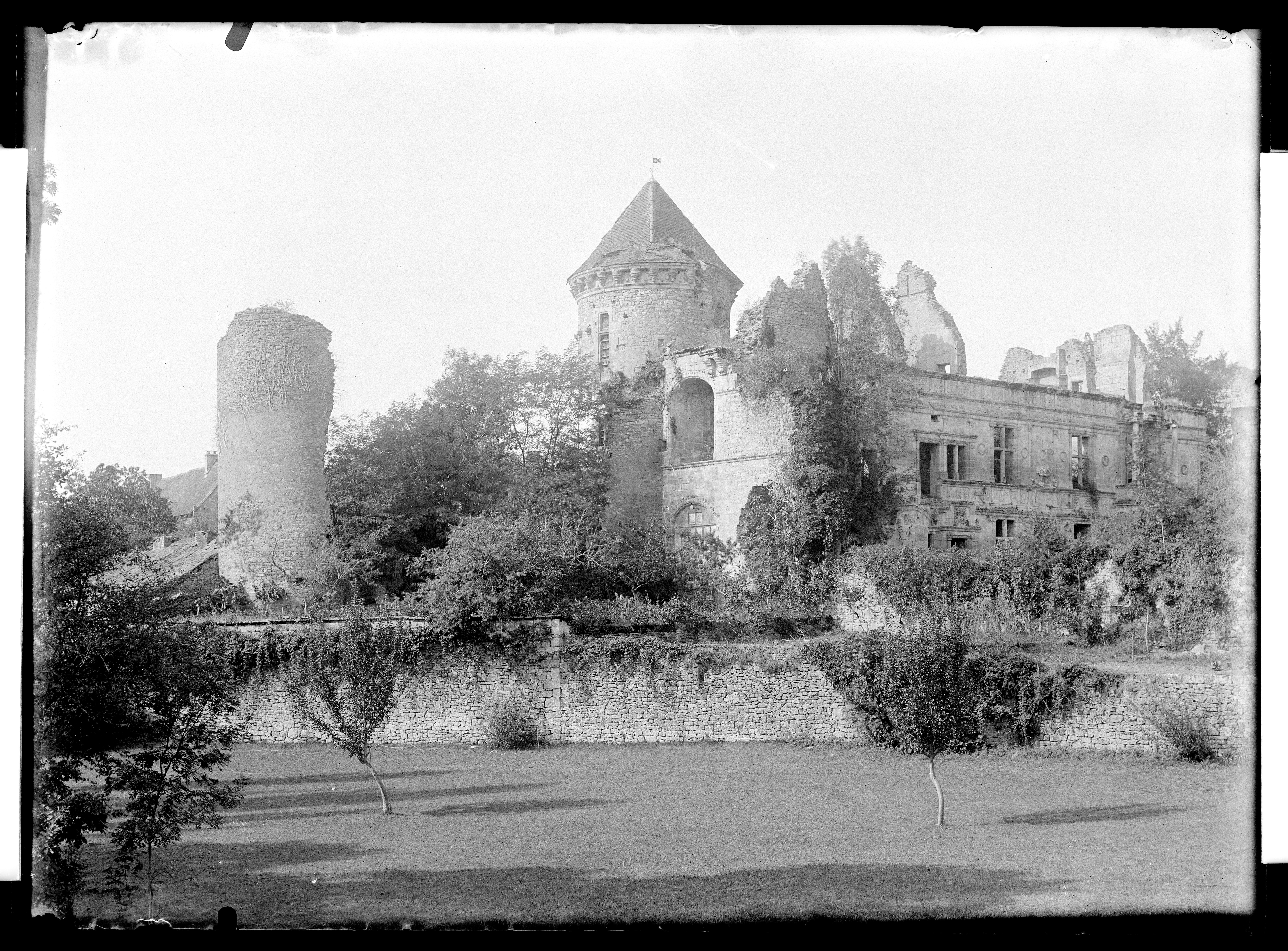
Château d'Assier - angle sud. Photo d'Eugène Trutat, 1899, conservée au Muséum de Toulouse

### L'église Saint-Pierre -XVIesiècle
L'église Saint-Pierre d'Assier, L'édifice est classé au titre des monuments historiques en 1840. L'église est le seul édifice religieux de l'époque de la Renaissance du département du Lot. Commencée en 1540 et terminée en 1549, l'église est de style monumental et consacrée uniquement à la gloire de Galiot de Genouillac dont le gisant accompagne l'épitaphe "Après la mort, bonne renommée demeure".

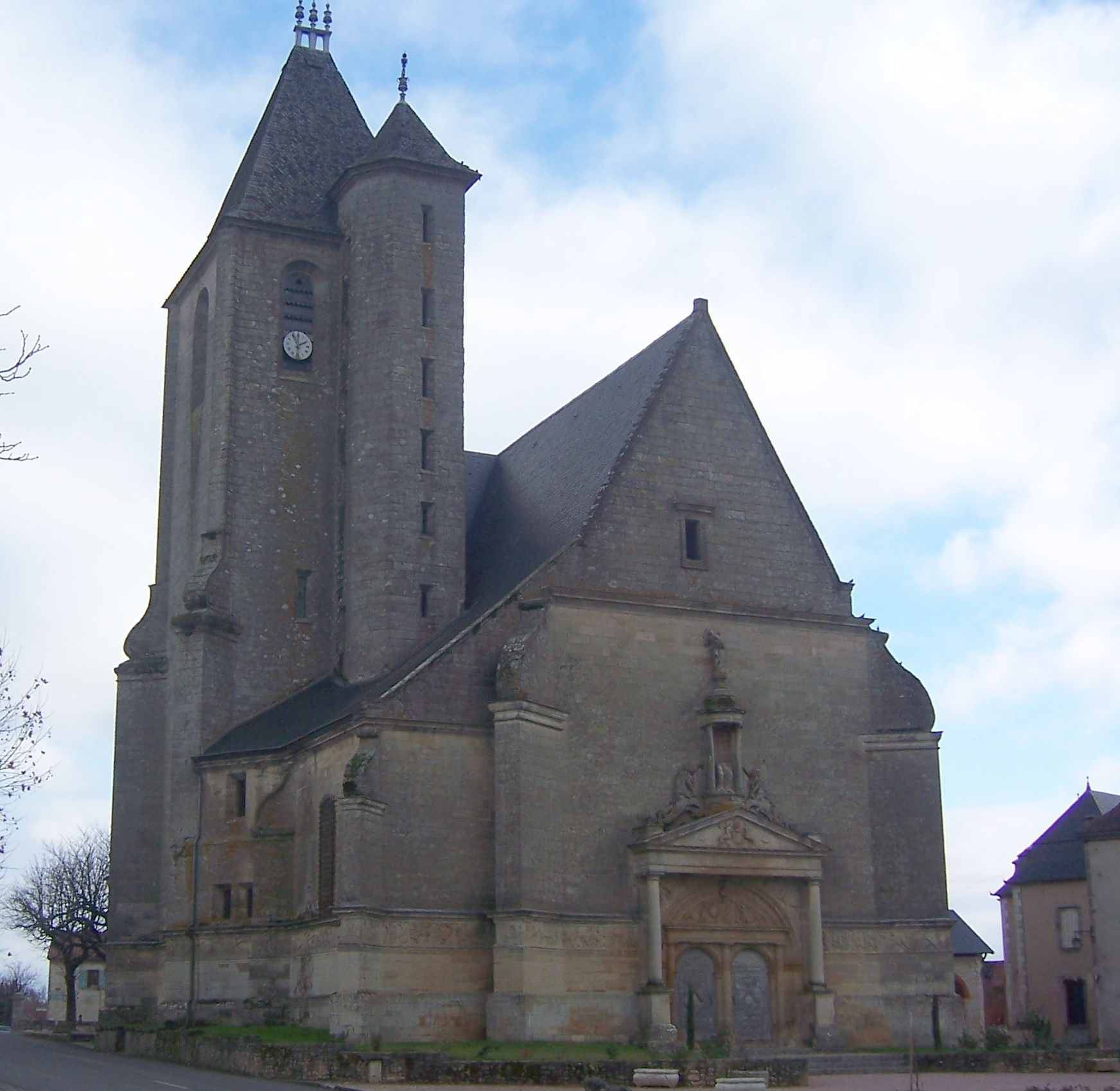
L'église d'Assier.
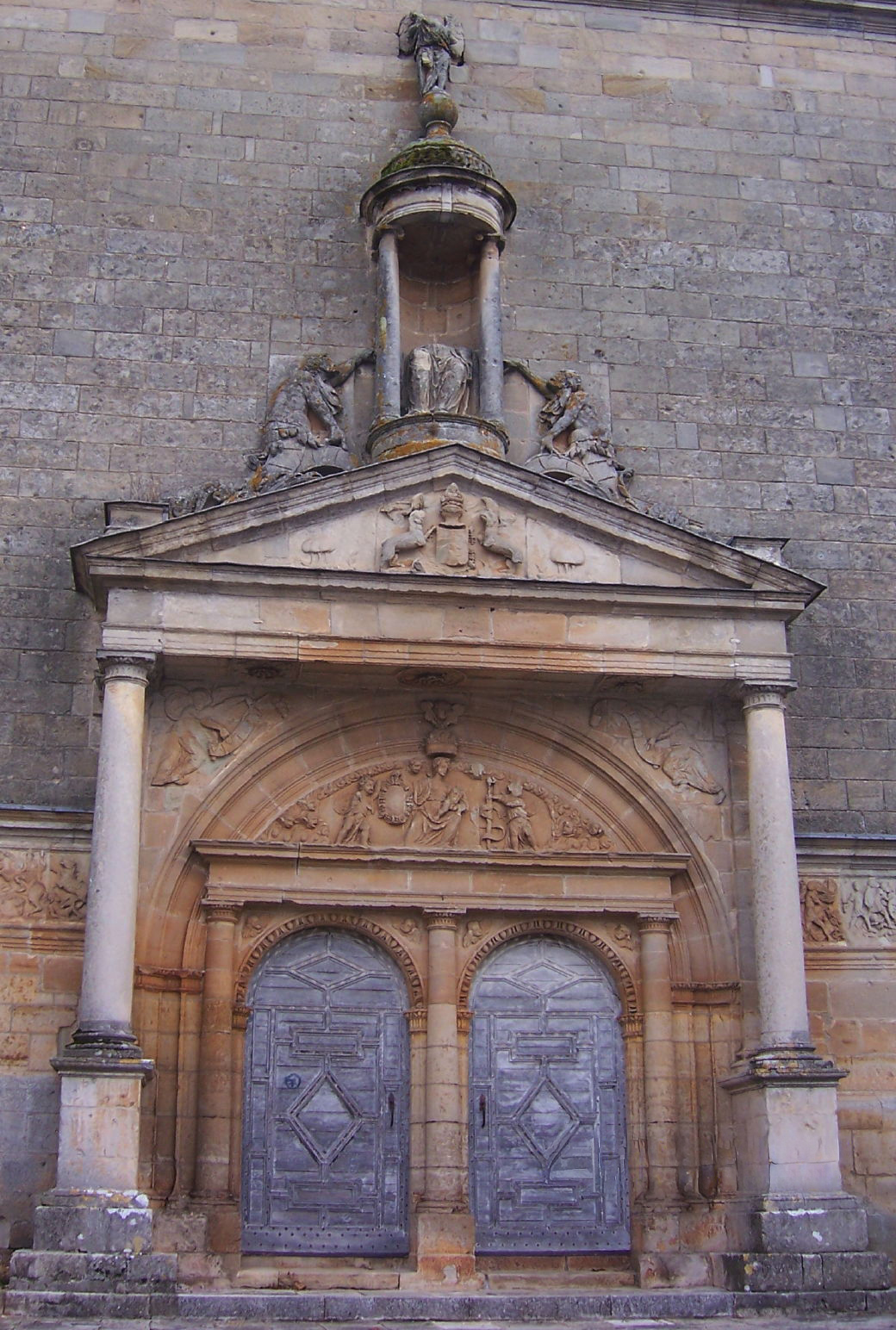
Portail de l'église.
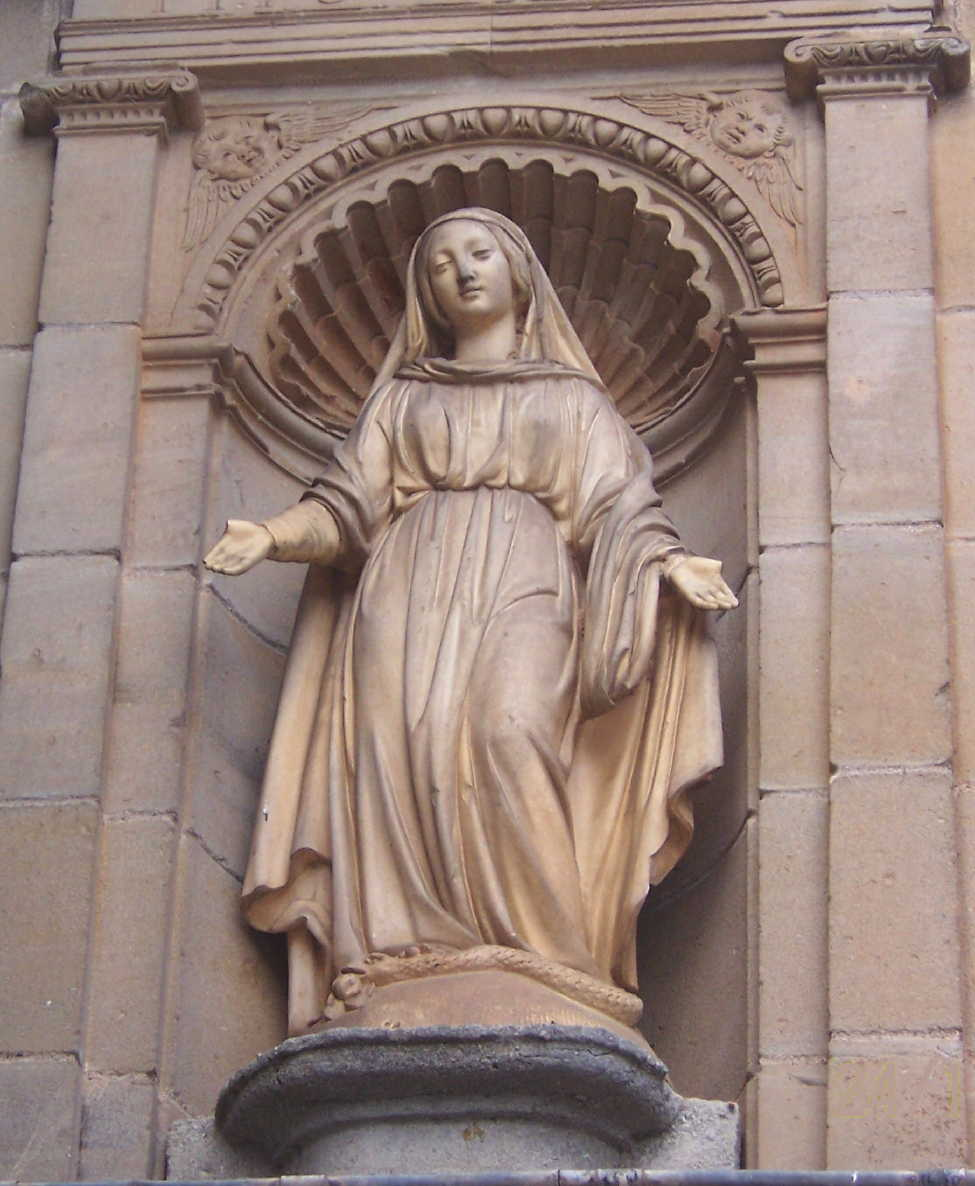
Statue dans une niche sur le côté de l'église.

#### La frise extérieure
La frise extérieure en bas relief ceinture le monument. Cette décoration profane et guerrière peut surprendre sur un édifice religieux. Jacques Ricard de Genouillac considérait l'église comme un monument abritant son tombeau et celui de ses descendants. Les motifs évoquent des scènes des guerres d'Italie comme le passage des Alpes précédant la victoire de la bataille de Marignan.
Ce chef-d'œuvre artistique et historique se dégrade visiblement depuis une centaine d'années comme le remarque Jean Bergue dans son étude de 1987.

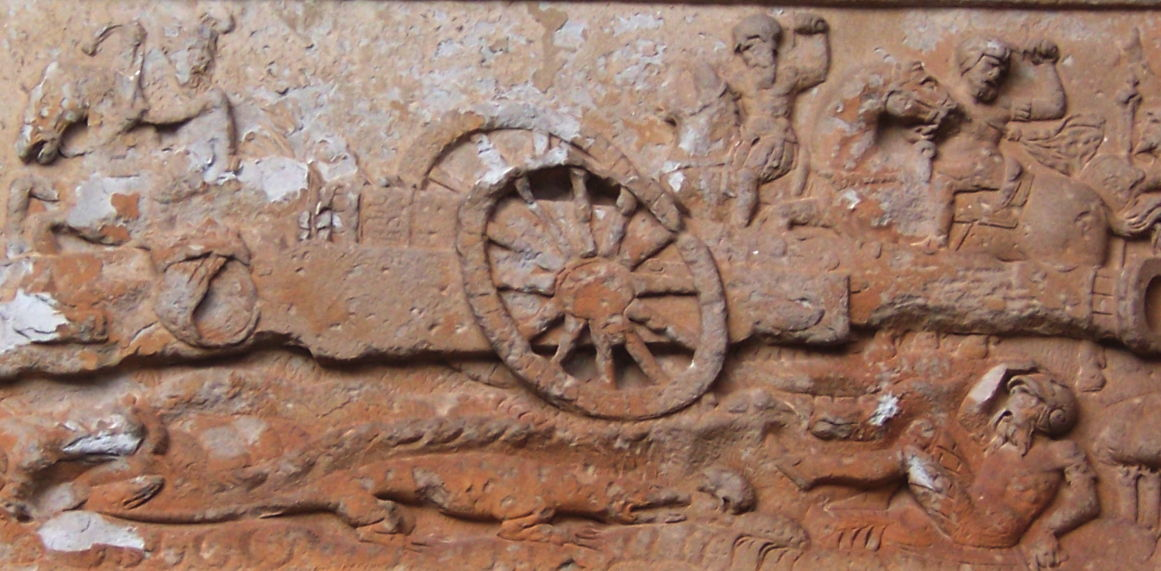
Détail montrant un canon.
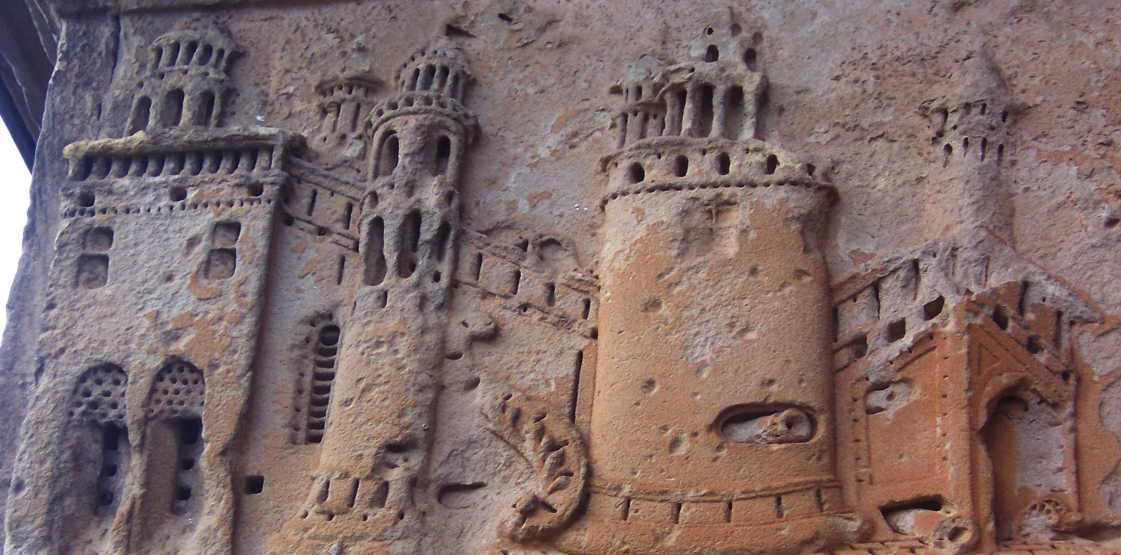
Détail montrant un château.

Les éléments sculptés représentent le triomphe de l'artillerie avec le canon le plus répandu à savoir la couleuvrine bâtarde, des palais assiégés, des boulets à trois flammèches, des pièces annexes d'une très grande précision qui font de cette frise un véritable document d'archives sur l'art de la guerre de cette époque, sans équivalent.
Des épées au baudrier fleurdelisé rappellent la charge de grand écuyer et côtoient le collier de l'ordre de Saint-Michel qui était la plus haute distinction de l'époque.

#### La chapelle funéraire
La chapelle funéraire est située au nord de la première travée de la nef. Elle renferme le tombeau de Jacques Ricard de Genouillac qui est représenté d'abord en gisant de marbre, en costume de cour et ensuite revêtu de son armure appuyé sur un canon entouré de boulets et de sacs de poudre.
La voûte de la chapelle est tout à fait remarquable et unique en France ; il n'existe qu'un autre exemple de cette architecture en Europe ; il se situe au monastère de San Domingue à Valence en Espagne. À la fois voûte et coupole à arêtes triples, lunettes et troupes, elle donne l'impression d'une étoile au dessin compliqué ou d'une immense toile d'araignée dont on pense que la taille définitive de certaines pierres a été effectuée après la pose.

## Personnalités liées à la commune
- Jacques Ricard de Genouillac dit Galiot de Genouillac, militaire et diplomate français de la Renaissance, né dans l’ancien manoir d'Assier en 1465.
- Louis Brives, homme politique français, né à Assier.
- Robert Hue, homme politique français, habitant occasionnel d'Assier[61].